# Sainte-Marine (Combrit)
Pour les articles homonymes, voir Sainte Marine.

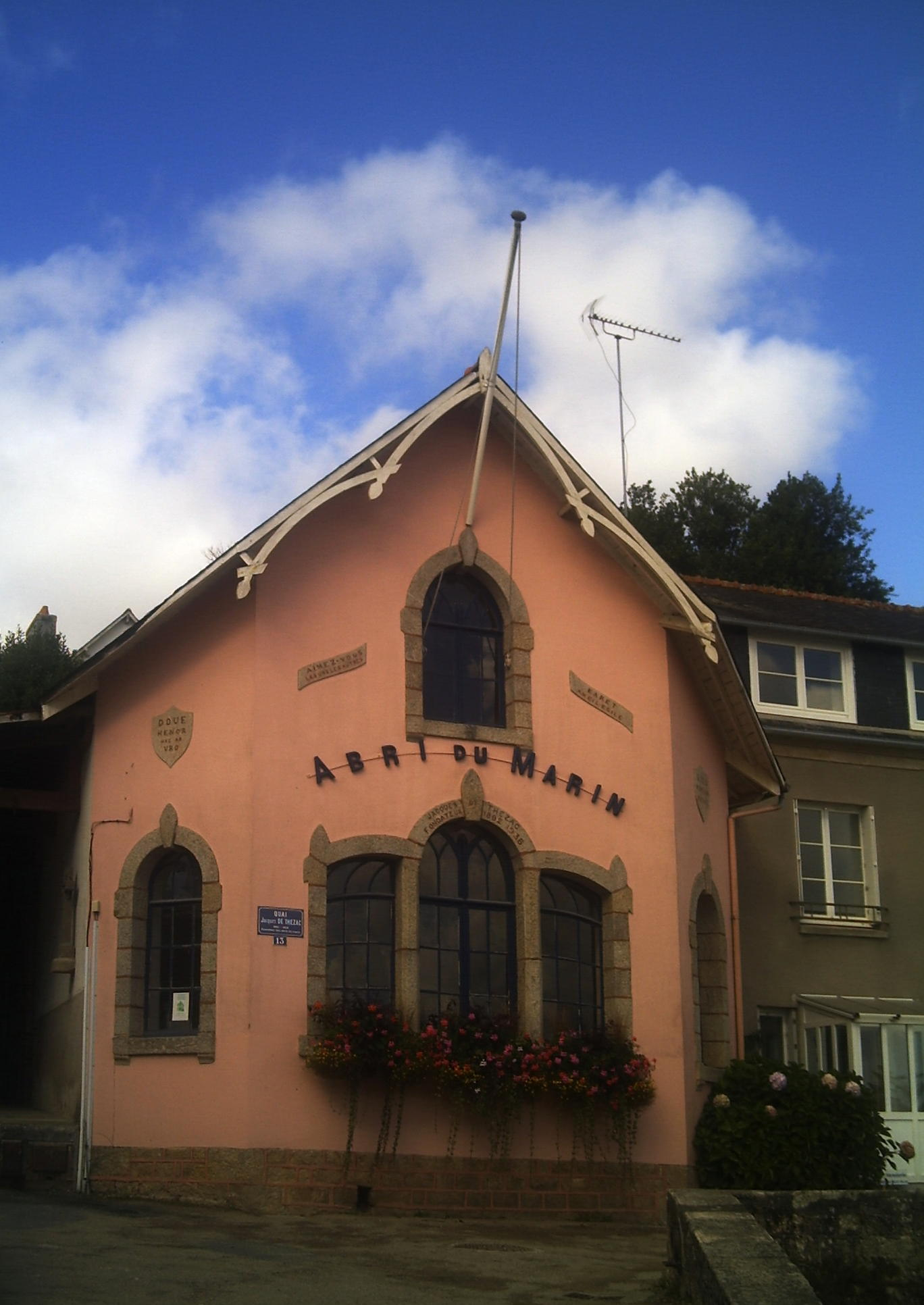
L'abri du marin situé sur le port de Sainte-Marine.

Sainte-Marine est un village et un port de la commune de Combrit (Finistère), situé sur la rive droite de l'embouchure de l'Odet, face à Bénodet située sur l'autre rive.

## Étymologie
Le nom français actuel du lieu-dit résulte de l'assimilation récente du toponyme originel à sainte Marine, vierge du VIIIe siècle originaire de Bithynie.
Le nom du lieu-dit est Sant-Voran en breton. Sainte-Marine est également notée Saint-Moran en français en 1599 et 1663. Moran est le nom d'un saint attesté localement notamment dans les lieux-dits Lanvoran de Plomeur, Saint-Jean-Trolimon et Plozévet.
Albert Le Grand écrit l'hagiographie de saint Moran (ou saint Mauran) en 1637 et en fait un évêque de Rennes ayant vécu de 651 à 719.
Selon Robert Gouzien, dans son livre « Le Pays Bigouden, un pays de cocagne ? », le toponyme Sant-Voran pourrait provenir de Moran qui signifie en breton « lancer un bateau », et donc faire référence à l'existence au Moyen-Âge de chantiers navals à cet endroit (la même étymologie expliquant le nom de Pors-Moro à Pont-l'Abbé et du Moros à Concarneau).
Jusqu'au Premier Empire inclus, le terme de "Bénodet" a désigné indistinctement les deux rives de l'embouchure de l'Odet.

## Géographie
Le site de Sainte-Marine est situé à l'entrée, rive droite, d'une ria ou aber, en l'occurrence celle de l'Odet, face à Bénodet situé sur la rive gauche.

## Histoire

### Préhistoire et Antiquité
Une tour et des substructions gallo-romaines ont été découvertes dans un champ appelé Moguérou, entre le sémaphore de Combrit et la route de la grève en direction de l'Île-Tudy.
Borelly de Kervélégan, alors propriétaire du manoir de Kerobestin, trouva en 1899 des traces d'une villa gallo-romaine à cet endroit, identifiant une partie des fondations de la villa dont un « mur maçonné avec soin et portant les traces d'un ciment rougeâtre contenant des morceaux de briques », trouvant quatre caves dont une formant « une salle irrégulière de 6 m de long sur 4,5 m de large », ces caves contenant « des débris de chair séchée de poisson (…) et une grande quantité d'ossements de bœufs » ; des poteries, un col d'amphore, quelques briques de faîtage et diverses autres parties d'objets furent également trouvés :

« Depuis Malakoff jusqu'au corps de garde situé à l'entrée de la Baie de Bénodet, au lieu-dit "Pointe de Combrit", on trouve à chaque pas des traces irrécusables d'une occupation romaine importante. Pierres de taille, briques, débris de poterie se rencontrent partout ; mais partout aussi dans un état de détérioration qui provient évidemment du fait des générations nombreuses qui se sont superposées, sans interruption, sur ce point de la côte. (...) [Une] villa romaine (...) se trouvait à l'angle nord-ouest de la prairie de Kerobestin... »

### Moyen Âge
La chapelle Saint-Mauran (actuellement Sainte-Marine) est édifiée au XVe siècle, probablement grâce à la générosité et à la dévotion des pêcheurs du lieu.
Dès le XVe siècle, les marins de Sainte-Marine pêchent le merlu et le congre, mais Sainte-Marine fut surtout, à l'instar de Penmarch, un port spécialisé dans le transport des vins de Bordeaux et de Saintonge vers la Manche et la Mer du Nord. Cette communauté de pêcheurs était composée d'une vingtaine de feus en 1395 ; au XVIe siècle, 12 navires, des escaffes et des carvelles : 12 navires fréquentaient La Rochelle et six Nantes, les navires allant aussi jusqu'à Bordeaux. Un navire de Sainte-Marine chargent du pastel à Bordeaux en 1512, d'autres vont jusqu'à Calais et Arnemuiden. « En 1556, au moins six bateaux de Sainte-Marine fréquentent simultanément le port de Nantes; des escaffes de vingt à quarante tonneaux dont les capitaines se nomment Le Bras, Guyader, Boloré, Riou, Coriou et Le Gars ».

### Époque moderne

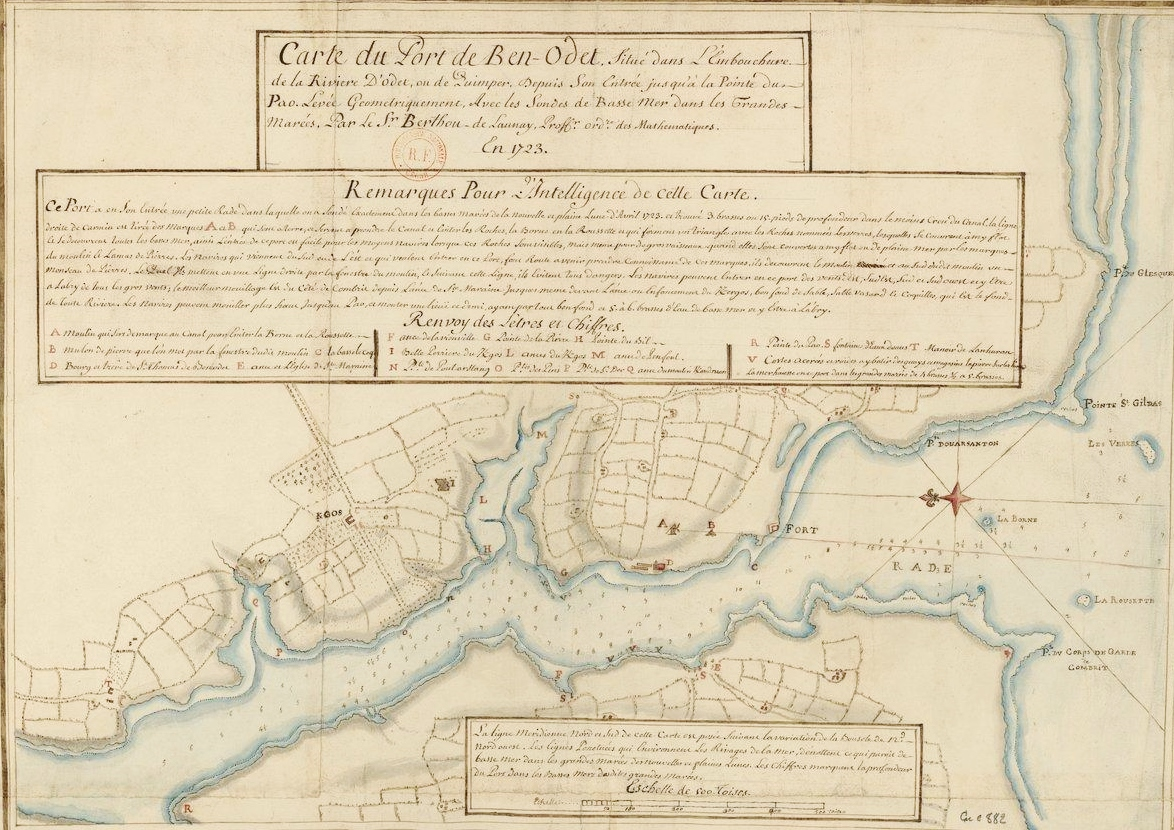
Carte de l'estuaire de l'Odet, Bénodet et Sainte-Marine datant de 1723 (par Berthou de Launay)

Au XVIe siècle, la concurrence hollandaise et anglaise, et les ravages de la guerre de la Ligue (la région fut un fief des Huguenots lors des guerres de religion) précipitent le déclin du port de Sainte-Marine. « À partir du XVIIe siècle, les « matelots-laboureurs » de Sainte-Marine se contentent d'aller traquer le congre, la julienne et la raie en rade des Glénan tout en s'adonnant à un modeste cabotage régional ».
Combrit-Sainte-Marine fut aussi l'endroit historique où fut signé le Code Paysan en 1675 à la suite de la révolte du papier timbré qui entraînera une forte répression (les paroisses concernées furent même excommuniées sous Louis XIV). Par la suite Sainte-Marine fut dotée par Colbert d'artilleries, de bâtiments et d'un magasin à poudre. Puis, lors de la Révolution française, les chapelles de Sainte-Marine et de la Clarté furent confisquées et les troupes républicaines s'installèrent dans le château de Cosquer.
Sainte-Marine devient pendant le règne de Louis XIV une place stratégique, jouant un rôle de surveillance à l'entrée de la ria de l'Odet pour protéger l'accès au port de Quimper. Les « employés des fermes du Roi » (douaniers) contrôlent les cargaisons, vérifient l'état sanitaire des équipages et patrouillent le long des rives de l'Odet. « Ces francophones, issus de la bourgeoisie ou de la petite noblesse, chargés du maintien de l'ordre et de la répression, sont peu appréciés des pêcheurs et paysans du cru », bretonnants, comme en témoignent les incidents du 21 décembre 1752 à la suite du naufrage en face de Sainte-Marine du Tourneur, un navire de La Rochelle en provenance de Saint-Domingue :

« On entrepose les effets sauvés des eaux dans la chapelle Saint-Moran. À la fin des vêpres, un rassemblement menaçant de quelque 300 hommes, femmes et enfants, armés de bâtons et de pierres, se forme autour de l'édifice. En vertu de leur supposé droit de bris, ils revendiquent la cargaison. Il faut l'intervention des quatre employés de la Ferme [douane] qui tirent deux coups de fusil et un coup de pistolet, pour repousser l'assaut. Nouvelle tentative des assaillants, encouragée par le sergent de la milice garde-côte et menés par le domestique du recteur, une nouvelle fois repoussée. Les Combritois menacent de revenir, cette fois armés. La population est furieuse parce qu'elle s'estime lésée : le naufrage ne lui rapporte rien, sa chapelle familière, tutélaire, est ravalée au rang d'un simple entrepôt. »

Jusqu'à la Révolution française, les deux seigneuries de Kersalaün en Combrit et de Cheffontaines (ou Penfentenyo en breton) en Clohars-Fouesnant possèdent conjointement les droits de passage de l'Odet entre la cale du Perguet (du nom de la paroisse de Perguet, ancien nom de l'actuelle commune de Bénodet) et celle de Sainte-Marine, qu'ils afferment tous les six ans au plus offrant.

### LeXIXesiècle

#### Du petit port de pêche à la station balnéaire
En 1792 Lesconil et Guilvinec n'avaient qu'une chaloupe, Sainte-Marine 3, Treffiagat et Kérity 4 chacun, L'Île-Tudy 8, Concarneau 250 et Douarnenez 275 environ.
Au XIXe siècle, Sainte-Marine n'est plus qu'un très modeste port de pêche, peuplé en 1856 de seulement 16 habitants, qui connaît toutefois un regain d'activité à partir du milieu du siècle avec la pêche autour des Glénan du homard, dont des caboteurs anglais viennent périodiquement prendre livraison. Du coup, le hameau connaît un essor démographique : 147 habitants sont dénombrés lors du recensement de 1876. L'essor de Sainte-Marine a toutefois longtemps été freiné par Armand de Coëtnempren, le châtelain du Cosquer, qui possédait la quasi-totalité des terres et du patrimoine bâti, jusqu'à sa mort en 1871. De nombreux naufrages endeuillent Sainte-Marine, par exemple celui du Marie en janvier 1872 (trois marins noyés) ou encore celui d'un autre Marie, de retour des Glénan, le 7 décembre 1875 relaté par le Journal des débats politiques et littéraires du 14 décembre 1875, qui fit six noyés dont les noms sont indiqués (le patron Alain Biger, Cosquéric, Le Garrec, Herviel, Castric et le mousse Jean-Marie Ronarch.
Dès la deuxième moitié du XIXe siècle, de même qu'à Bénodet sur l'autre rive de l'Odet, de grandes villas sont édifiées, pieds dans l'eau, le long de l'estuaire, à Sainte-Marine ; l'une des premières, dénommée "Malakoff", est construite par Eugène de Toulgoët en 1855. Dans le même temps, l'arrivée du chemin de fer en Cornouaille favorise le développement du tourisme dans le petit port bigouden. Ainsi, Émile Zola passa-t-il deux mois de villégiature à Saint-Marine au cours de l'été 1883. De la villa de Kerbirinik qu'il louait pour l'occasion, il écrivait : « Notre isolement est absolu, il faut aller chercher les provisions et la correspondance en barque, comme si nous étions dans une île ». Cette villa de Kerbirinik, surnommée "le château rose", fut à la fin du XIXe siècle et au début du XXe siècle la propriété de Georges de Vuillefroy de Silly, artiste-peintre, élève de son cousin Félix de Vuillefroy-Cassini, membre de la Société des artistes français et yatchman réputé (il avait un yacht de 20 mètres de long, le Fougou), ami de Jacques de Thézac.
En 1871, Théodore Gudin, peintre de la Marine, qui est propriétaire des marais de Kermor (300 hectares), entre Sainte-Marine et l'Île-Tudy, qui ont été transformés en polder en 1853 confie à Eugène de Toulgoët, un armateur de Loctudy, la direction de la « Société des pêcheries de Kermor » qui se lance dans la pisciculture (élevage de turbots, bars et autres poissons de luxe) dans des bassins créés en arrière de la digue, mais l'expérience tourne court.

#### Les bacs permettant la traversée de l'Odet
Après la Révolution française, le département du Finistère qui prit en charge le bac permettant de relier Sainte-Marine et Bénodet. Le fonctionnement du bac était aléatoire ; c'était au début du XIXe siècle une simple barque permettant de faire traverser les piétons, le premier véritable bac étant mis en service en 1817, se mouvant à la rame et à la godille, disparaît lors d'une tempête en 1823 et un nouveau bac, grand, avec un équipage de huit personnes, est alors construit, mais il est abandonné en 1835. D'autres adjudicataires du contrat d'affermage se succèdent, mais la traversée reste irrégulière et incertaine jusqu'en 1890 avec la mise en service de deux bacs charretiers de 10 mètres de long et trois mètres de large ; un essai de service assuré par une régie départementale échoue et le bac est à nouveau affermé (à Pierre Caoudal); en 1902 l'un des bacs fait naufrage en raison de son manque d'entretien et de sa vétusté sans faire de victimes et est renfloué, reprenant du service jusqu'en 1905, le second continuant toutefois à fonctionner. En 1906, Adrien de Baroncelli écrit : « Au hameau de Sainte-Marine, un grand bac à rames permet de traverser l'embouchure de l'Odet. Ce bac transporte au besoin des automobiles, néanmoins l'embarquement et le débarquement ne sont pas commodes ; enfin si plusieurs voitures doivent passer, on risque d'attendre longtemps son tour ». Le tarif est alors de 5 centimes pour les piétons, 10 centimes pour les bicyclettes, 2 francs pour les automobiles et la durée de la traversée est estimée à six minutes. En 1908, Gordon Sturrock note que le tarif de la traversée est de 30 centimes par personne, mais que ce prix ne comprend pas le passage de la bicyclette ! La différence de tarif indiquée par ces deux auteurs, à deux ans d'intervalle, est surprenante.Le premier bac à vapeur, long de 15 mètres et large de huit mètres, est mis en service le 1er août 1911 : il est tracté par des chaînes mouillées s'enroulant autour d'un tambour, mais il doit cesser son fonctionnement dès 1925 car le mécanisme a mal vieilli et les pannes étaient trop fréquentes. Un nouveau bac à vapeur est inauguré le 26 juillet 1929, mais coule lors d'une tempête (le patron aurait oublié de fermer l'un des hublots !) dans la nuit du 4 au 5 décembre 1929 dans le port de Bénodet ; il est renfloué et reprend du service après réparations le 20 avril 1930 jusqu'au 11 octobre 1944, jour où les Allemands le dynamitent. Une vedette à moteur, puis un chaland provisoire en bois le remplacent alors, la liaison n'étant rétablie avec une véritable bac qu'en 1951 : ce bac peut charger un maximum de 20 voitures et, très vite, est engorgé, principalement en saison estivale, en raison de l'accroissement du trafic (28 000 véhicules en 1951, 135 000 en 1964, 290 000 en 1971, le bac fonctionnant alors 18 heures par jour). Le temps d'attente avant d'embarquer peut être supérieur à une heure et de nombreux automobilistes, ainsi que les poids lourds, doivent faire le détour par Quimper où la rocade sud et le pont de Poulguinan (qui permet de traverser l'Odet juste en aval de Quimper) n'existent pas encore (mis en service en 1974).

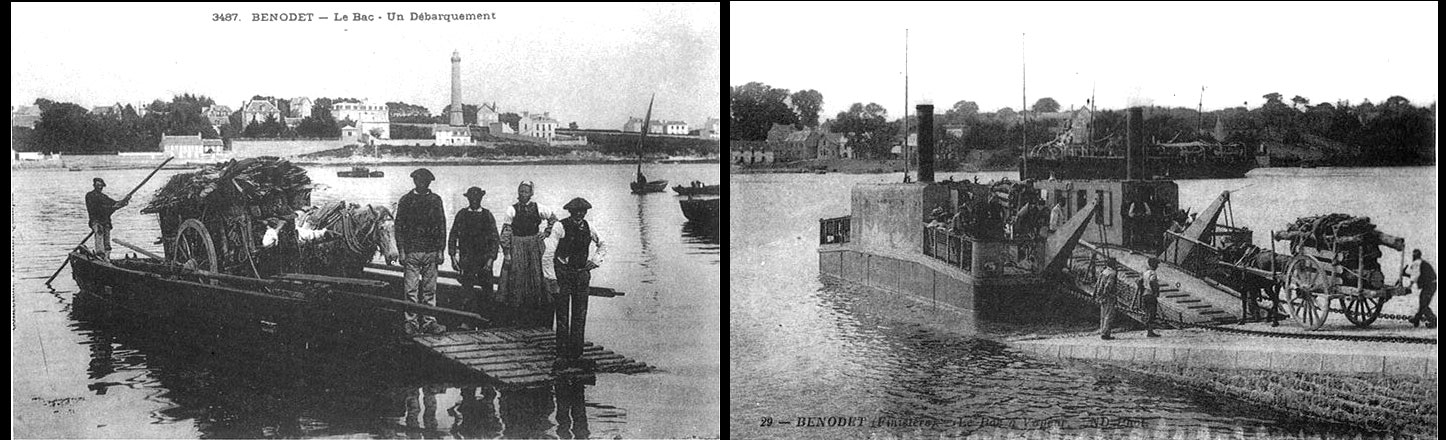
Pour assurer la traversée de l'Odet, un bac charretier (à gauche) a été mis en service en 1888 et remplacé en 1911 par un bac à vapeur (à droite).

#### Descriptions de Sainte-Marine vers la fin duXIXesiècle
Émile Zola séjourne quelque temps, avec sa famille, à la villa Kerbirinik, sur la rive droite de l'Odet ; il écrit : « Notre isolement est absolu, il faut aller chercher les provisions et la correspondance en barque, comme si nous étions dans une île ».
Le géographe et photographe Louis Rousselet passe par Sainte-Marine en 1899 et en fait cette description :

« Pendant qu'à nos appels une barque se détache du rivage opposé, nous contemplons l'admirable paysage qui est devant nous. Le petit débarcadère qui en forme le premier plan occupe l'angle d'une minuscule baie encadrée de rochers d'une végétation folle et dominée d'un côté par la vieille chapelle de Sainte-Marine à demi cachée dans un groupe de vieux chênes, tandis que de l'autre s'étend un court promontoire couronné de grands pins à tête plate et de quelques maisons blanches. Au-delà l'Odet s'épanouit en une sorte de lac complètement fermé à l'horizon par une ligne de collines vertes, qui, se contournant, revient mourir à 500 mètres de nous sur la rive opposée où, parmi la verdure, s'allongent les façades des hôtels et des villas du bourg de Bénodet. Sur le fleuve paisible se balancent de petits navires à l'ancre tandis que deux yachts à l'immense voilure blanche glissent doucement vers la mer. C'est absolument délicieux et, sous le ciel radieux, on se croirait transporté sur quelque rivage de la Méditerranée. Mais la grosse chaloupe qui vient nous chercher s'est arrêtée sur les rochers qui entourent l'embarcadère. L'un des matelots entre dans l'eau pour venir prendre nos bicyclettes, qu'il pose dans sa barque. À notre tour, sautant de pierre en pierre, nous atteignons ce bac primitif. La marée descend, le courant tire vers la mer, et la traversée nous prend une dizaine de minutes. »

### LeXXesiècle

#### Le port au début duXXesiècle

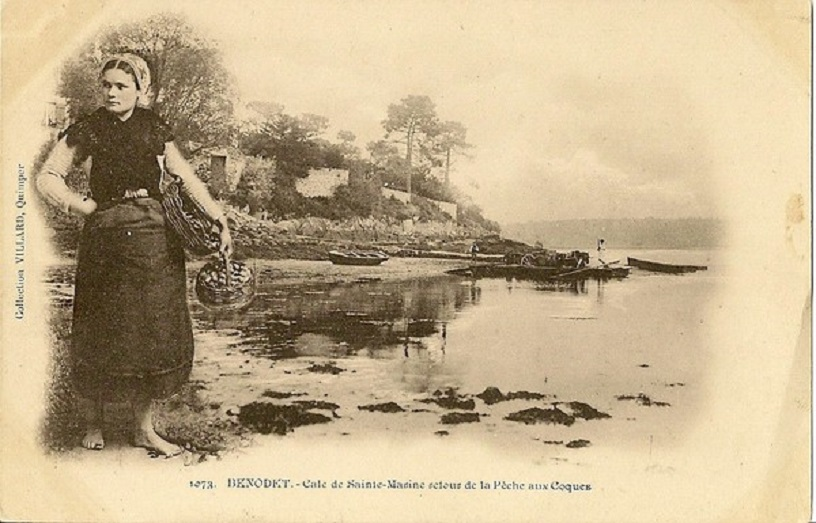
Sainte-Marine : retour de la pêche aux coques (collection Villard)

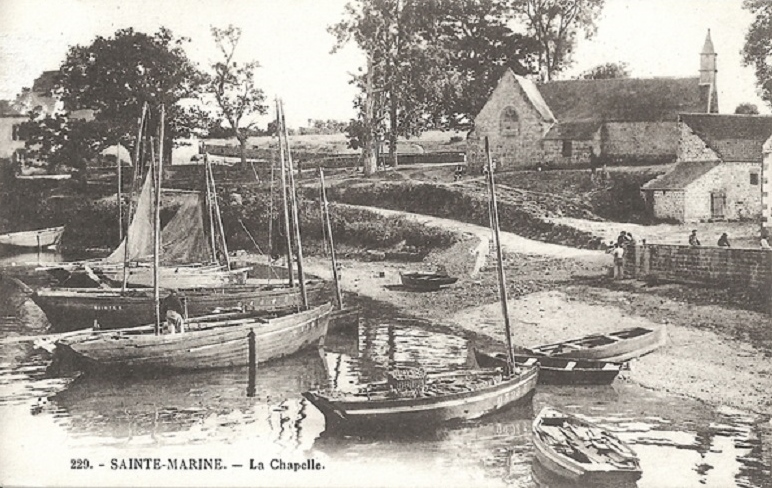
La chapelle et le port de Sainte-Marine au début du XXe siècle

En 1910, Henri de Penfentenyo de Kervereguen (1870-1961) construit la villa Tri Men, qui domine le port de Sainte-Marine, transformée par la suite en colonie de vacances et occupée désormais par un hôtel-restaurant de luxe.
Vers 1910, le port de pêche est à son apogée : 80 bateaux, des chaloupes (des canots à misaine non pontés pour la plupart) montées chacune par quatre hommes généralement, pêchant principalement des crustacés, sont dénombrés, procurant du travail à quelque 300 marins-pêcheurs, y compris quelques femmes. La pêche professionnelle à la ligne, du lieu principalement, est aussi pratiquée. Le poisson est vendu en partie par les femmes qui font du porte-à-porte dans la région, jusqu'à Quimper, mais les poissons nobles et les crustacés principalement à des mareyeurs de Concarneau et de Lesconil, le homard de Sainte-Marine se retrouvant sur les meilleures tables parisiennes[réf. nécessaire].
Sainte-Marine était aussi un port de commerce : au début du XXe siècle, les frères Donat armaient plusieurs dundees et goélettes, par exemple 'L'Émile et L'Étincelle, qui exportaient des poteaux de mines vers le Pays de Galles et revenaient chargés de charbon. Ils arment aussi des sabliers.
Des drames de la mer concernant des bateaux de Sainte-Marine continuent à se produire périodiquement : par exemple le 4 juin 1912 le canot Sainte-Anne-Protégez-Nous disparût corps et biens au large de Bénodet faisant plusieurs disparus parmi lesquels Yves Signor, 28 ans et Jean-Louis l'Helgouac'h, 34 ans, tous deux de Sainte-Marine.
En 1914 Guy de la Rochefoucauld fait la description suivante du port de Sainte-Marine :

« Tout à coup, dans la passe qui conduit au port de Sainte-Marine, des barques apparaissent. J'aperçois leurs longues rames pesantes qui les font avancer lentement, et les voiles brunes flottantes le long de la drisse. Un temps. Elles viennent se ranger docilement le long de la jetée. Je regarde : la pêche de la nuit a été bonne. Les mousses harassés tendent au patron, couvert d'eau comme eux, les paniers de poissons dans un effort joyeux. Peu ou point de paroles, en une langue que d'ailleurs je ne comprends pas. »

La misère liée à la crise de la pêche (crise de la sardine principalement) sévit pourtant : le même Guy de la Rochefoucauld précise : « Jugez de la douleur du marin, en qui l'âme des ancêtres, corsaires intrépides ou pêcheurs infatigables, (…) quand il lui faut pour sauver de la mendicité sa nombreuse famille, quitter la crique où ses pères ont vécu, où leur vieille demeure se dresse encore, glorieux témoin du passé et de l'honneur familial. À Sainte-Marine, en février 1914, 27 pêcheurs ont ainsi émigré ».
On recense alors six ou sept cabarets à Sainte-Marine et l'alcoolisme fait des ravages, d'où l'idée de Jacques de Thézac de lutter contre ce fléau en créant l'œuvre des "'Abris du marin".
La cohabitation entre mains-pêcheurs et touristes était parfois difficile comme en témoigne cet article du journal Ouest-Éclair du 5 août 1912 :

« Les premiers jours de la semaine, M. Poiret, demeurant à Paris, actuellement en villégiature à Sainte-Marine en Combrit, s'était rendu à l'Île-Tudy pour senner à la pointe de la Rivière de Pont-l'Abbé. Il était à bord de son bateau de plaisance Nomade dans lequel avaient pris place quelques parents et amis. À bord se trouvaient en outre sept inscrits maritimes. Dès son arrivée à la cale de l'Île-Tudy, toute la population fut sur pied, le sommant de ne pas se servir de son filet. Pour ne pas soulever de difficultés, M. Poiret consulta le garde-pêche Guyader, qui lui répondit que la senne n'était pas un engin de pêche défendu. Avec son équipage, M. Poiret se rendit alors à la pointe de la Rivière de Pont-l'Abbé et se disposait à poser ses filets quand un bateau portant à bord 11 hommes de l'Île-[Tudy], fit voile sur l'embarcation. Ces marins se mirent aussitôt en devoir d'empêcher l'équipage de M. Poiret de pêcher, menaçant de couper la senne et de jeter tout le monde à l'eau. En outre, au moment où l'équipage Poiret quittait les lieux, le bateau leur a intentionnellement coupé la route, risquant ainsi un abordage qui eût pu occasionner des conséquences fort graves et que l'équipage du Nomade n'évita qu'à force d'adresse. La gendarmerie est saisie de cette affaire. »

Les premières vedettes à passager apparaissent pendant la décennie 1920 :  Le Terfe et L’Amiral Ronarc sont les premières, suivies de La Reine de l’Odet,
construite en 1929, puis de La Perle et de La Fée de l’Odet.
Dans un article paru le 20 janvier 1933 et intitulé La grande misère des pêcheurs des côtes bretonnes, le journal Ouest-Éclair décrit la grande misère des pêcheurs du Guilvinec et de Penmarch contraints d'émigrer ou de s'engager dans la Marine nationale et ajoute : « Il faut ajouter aux deux ports précédemment cités ceux de Lesconil, l'Île-Tudy et Sainte-Marine, qui ne sont pas mieux partagés tant s'en faut ».

#### Jacques de Thézacet l'«Abri du marin» de Sainte-Marine
Jacques de Thézac est à l'origine entre autres de la création des "Abris du Marin" et de l'« Almanach du Marin Breton ». L'"Abri du Marin" de Sainte-Marine ouvre le 1er janvier 1904.
Guy de la Rochefoucauld décrit cette scène, à propos de l'Abri du Marin construit par Jacques de Thézac, à Sainte-Marine :

« Nous côtoyons à cet instant précis le hangar attenant à l'Abri-du-marin. (...) L'Abri, comme on sait, est exclusivement réservé aux hommes. Les femmes ont toutefois trouvé un moyen de se consoler de l'ostracisme (...), les Bretonnes ne sont tolérées que sous le hangar de l'Abri. La permission leur agrée d'ailleurs et elles ne se font pas faute, les jours de pluie, de chaud soleil, ou de grand vent, de venir là, jeunes et vieilles, bavarder en travaillant. L'aiguille, le crochet et la langue ne sont point aussi ennemies qu'on le suppose.(...) Elles attendent là le retour des pêcheurs. (...) Quelques-unes, peut-être guettent au sortir de la salle de jeu ou de lecture le frère ou le mari pour le cueillir gentiment et l'entraîner à la maison. Dame ! Il y a tant de cabarets sur la route qu'on risque toujours avec la meilleure volonté du monde de tomber dans l'un ou l'autre, presque sans s'en être aperçu ! »

Jacques de Thézac expérimente aussi à Sainte-Marine des "logements du marin" : cette œuvre « ébauchée à Sainte-Marine, met à portée de quelques familles, à bas prix, une saine et gaie maisonnette de quatre pièces, orientée vers la lumière, avec de larges fenêtres au lieu de la misérable lucarne qui laisse l'intérieur des vieilles chaumières dans l'ombre, l'ombre close favorable au développement des microbes. On y ajoute un petit champ qui aide encore à détourner le pêcheur du cabaret, en l'attirant à ses moments de loisir, quand le temps n'est pas maniable, quand la sardine ne donne pas, à la profitable culture de la terre. Ces maisons ne sont pas encore nombreuses, l'argent manque, mais elles servent de modèle ; elles suggèrent à tous l'idée et le désir d'une vie plus propre et plus heureuse ».
L' « Œuvre des Abris-du-Marin et de l'Almanac'h du Marin breton » a alors son siège à Sainte-Marine. L'œuvre de Jacques de Thézac est présentée dans le « Musée de l'Abri du marin » de Sainte-Marine, rouvert en 2008.

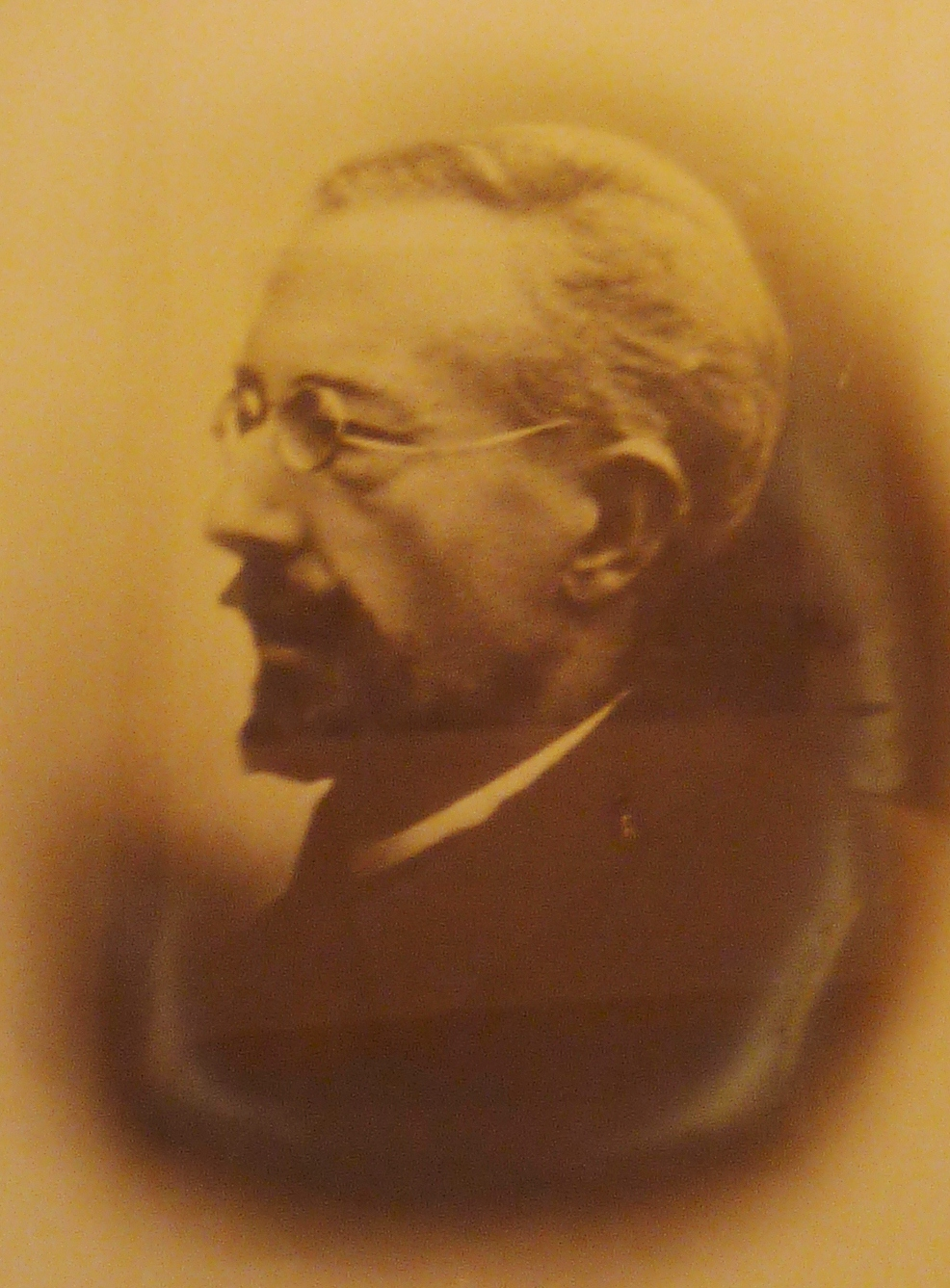
Jacques de Thézac, fondateur des "Abris du marin" et de l'"Almanach du marin breton"
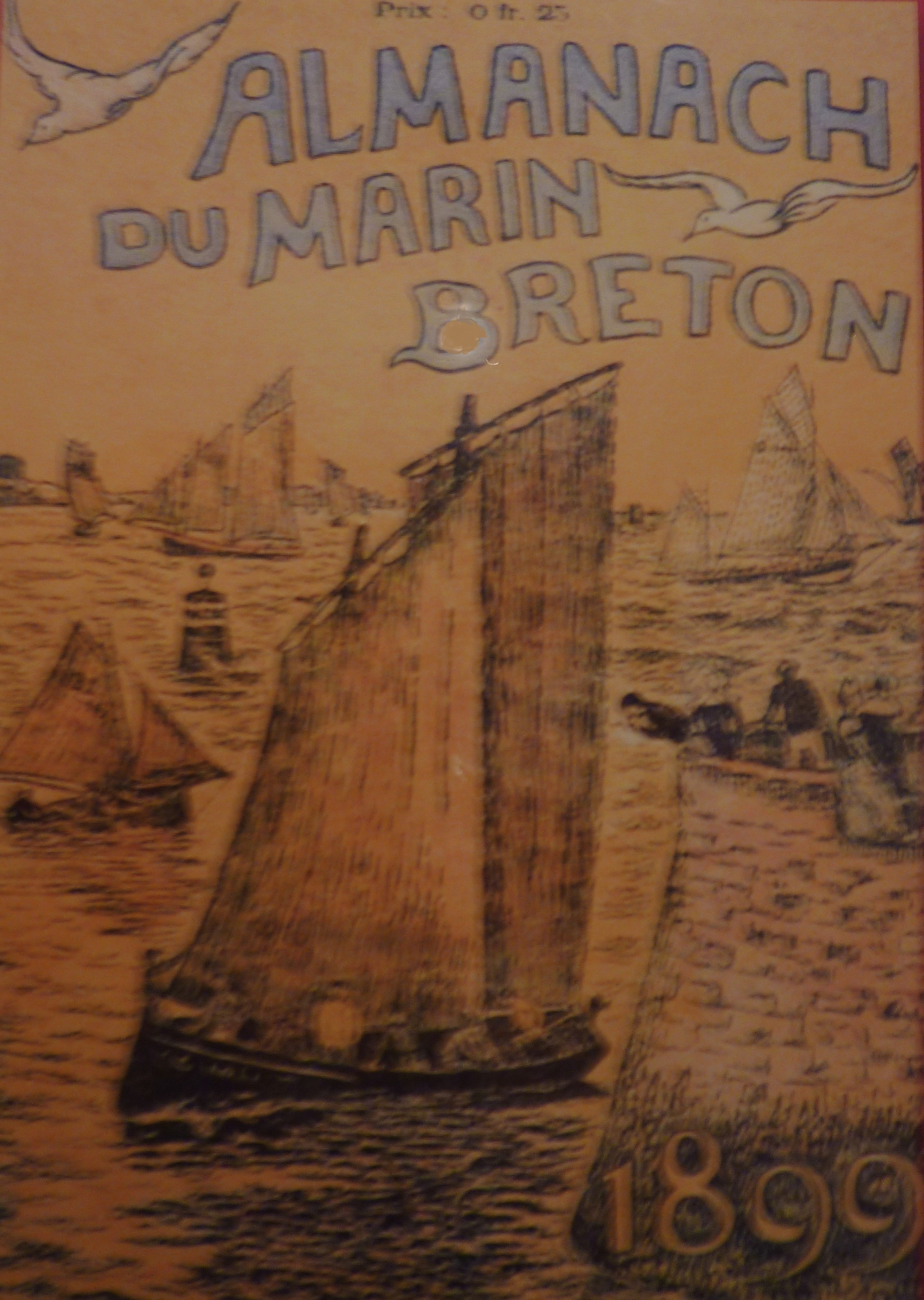
"Almanach du marin breton" 1899, page de couverture
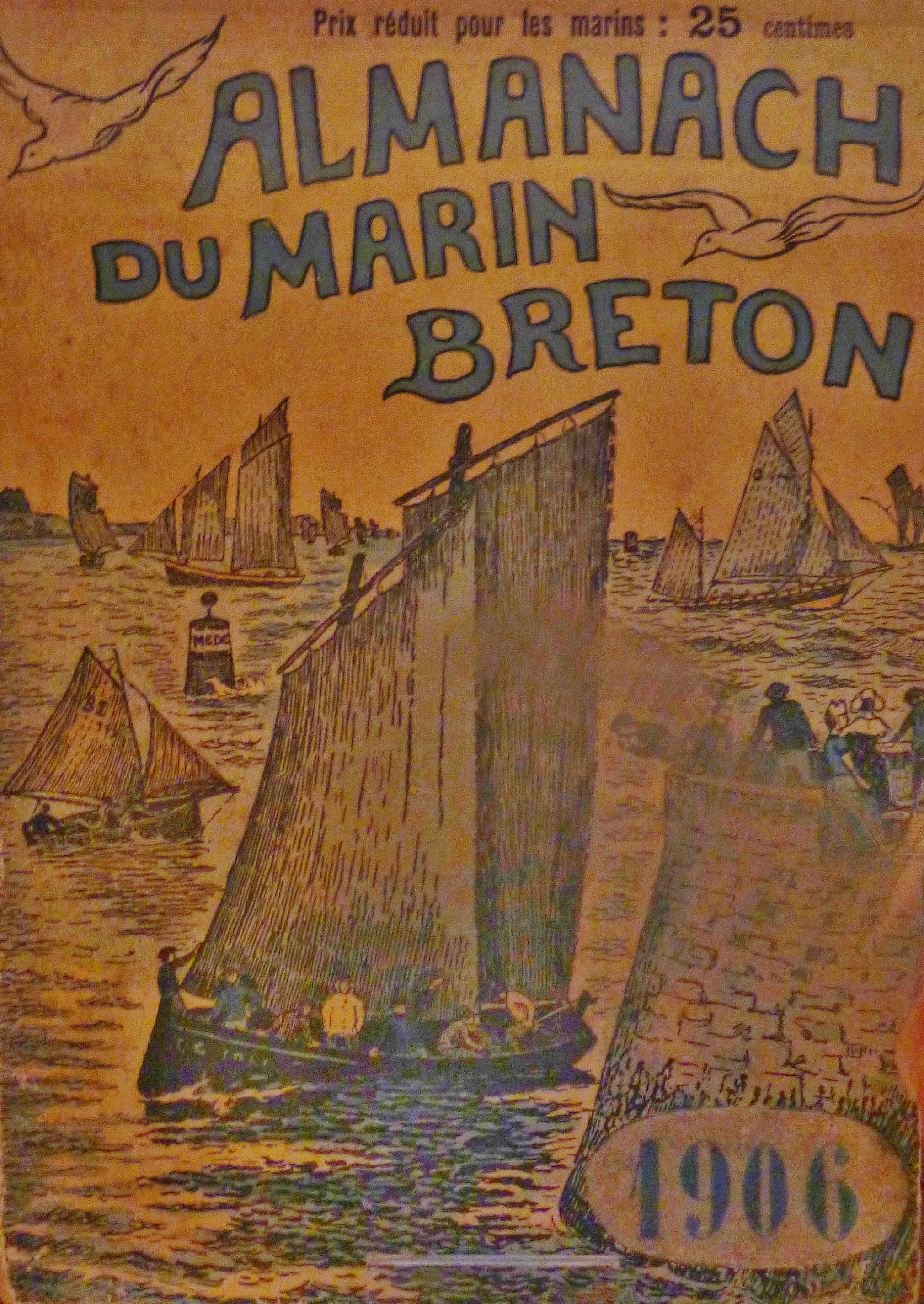
"Almanach du marin breton" 1906, page de couverture
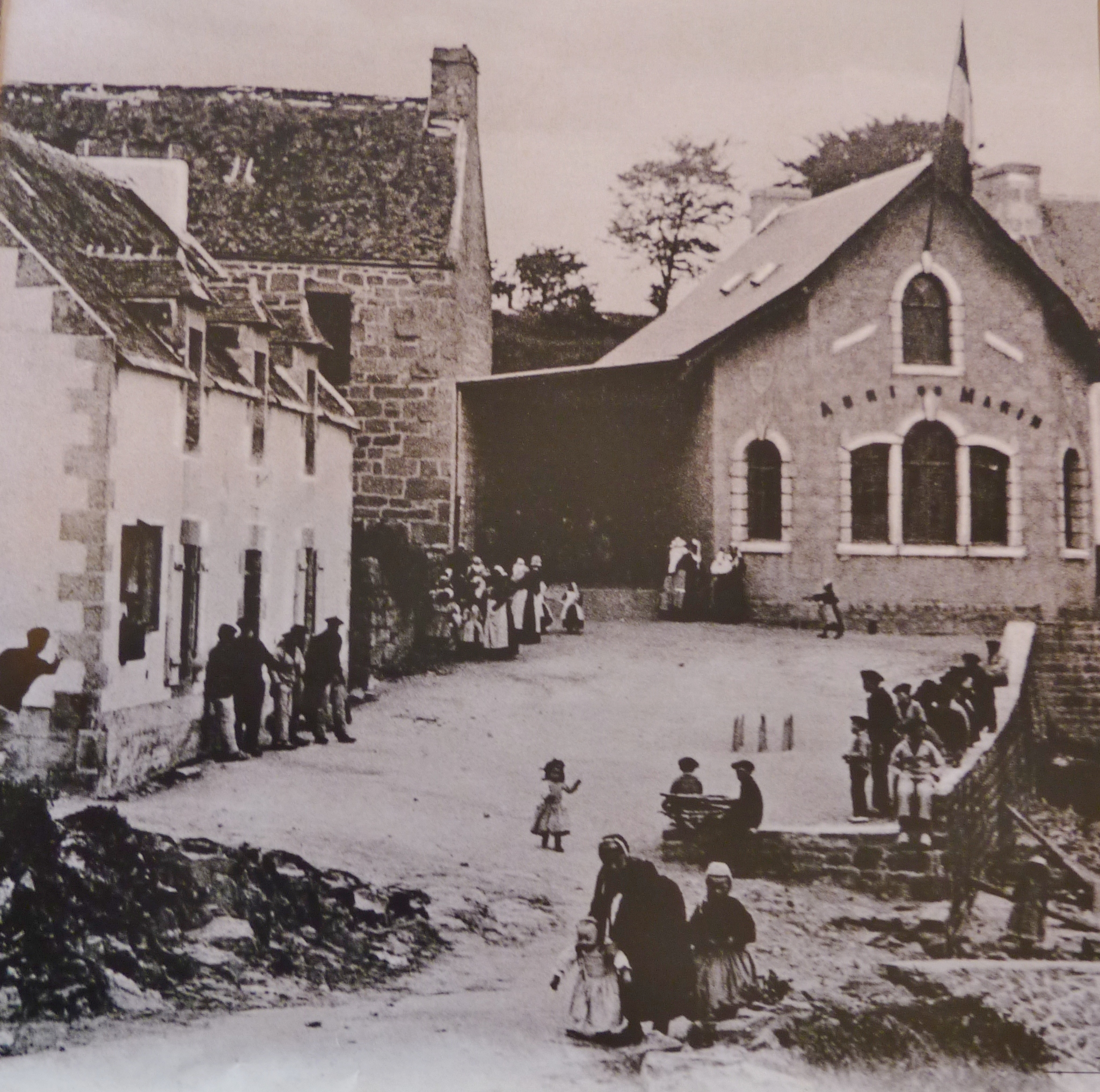
Sainte-Marine : l'"Abri du Marin" au début du XXe siècle
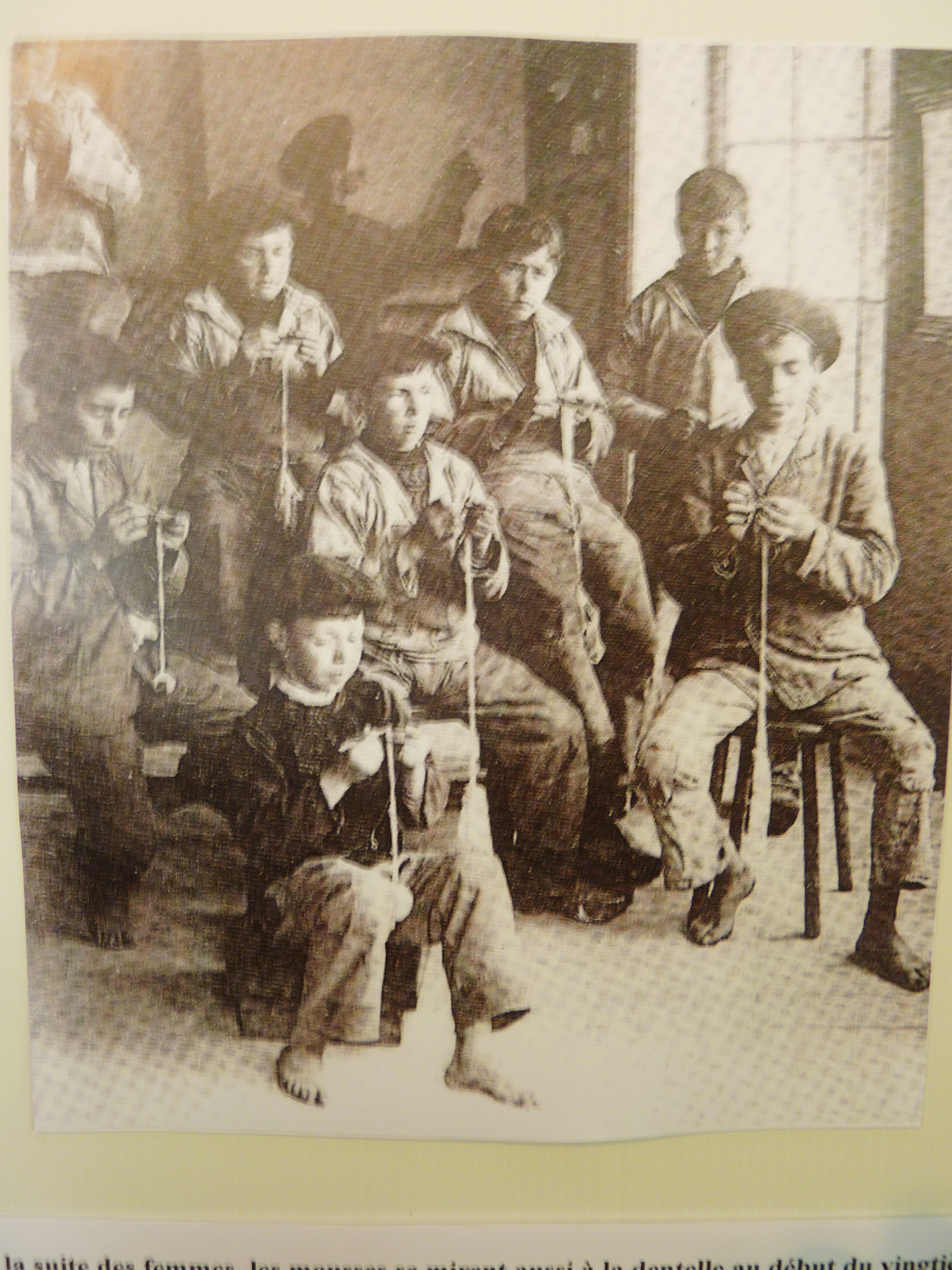
Sainte-Marine : Abri du marin, mousses faisant de la dentelle pour tenter de gagner leur vie pendant la crise sardinière du début du XXe siècle
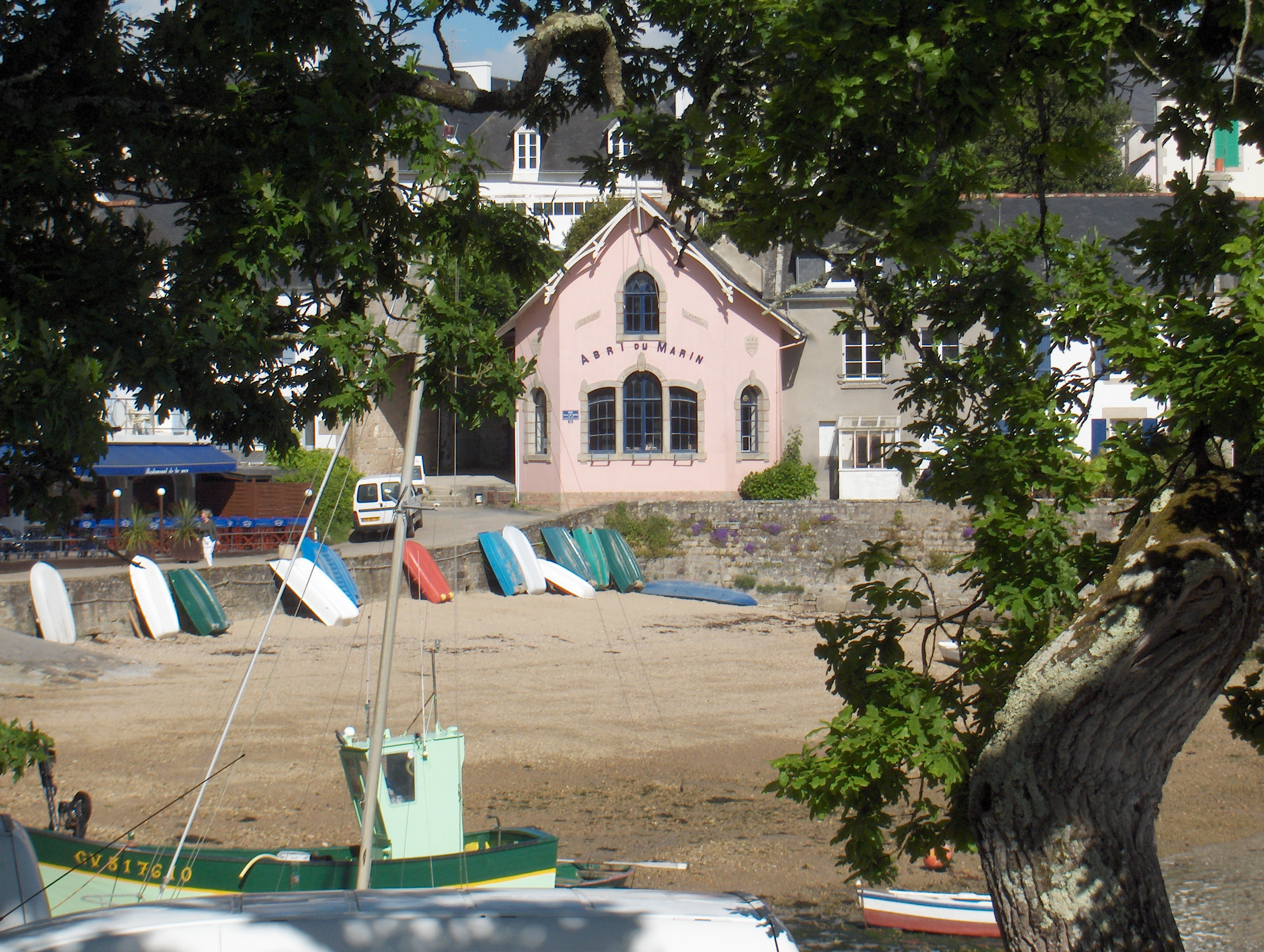
Sainte-Marine : l'Abri du Marin
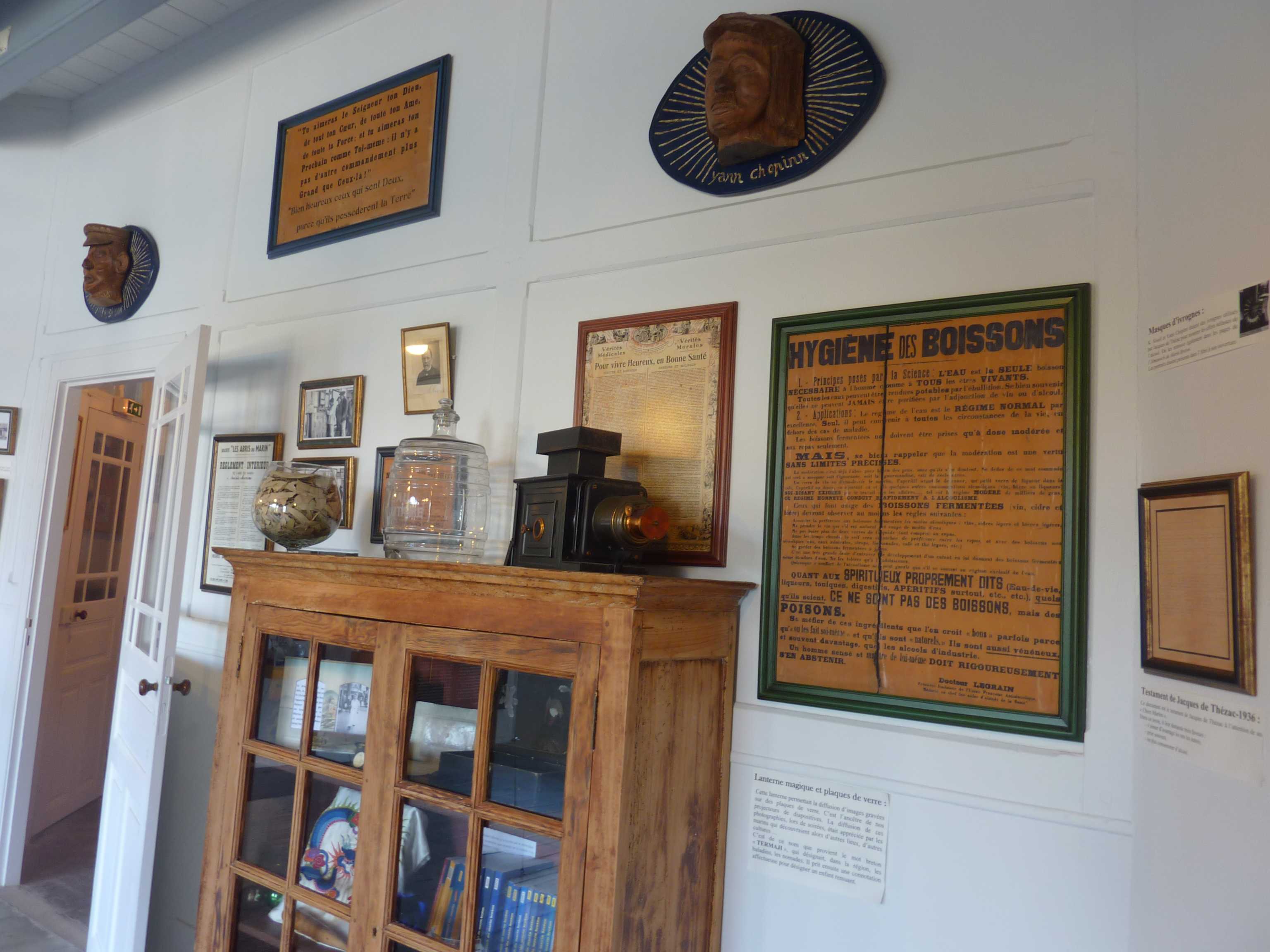
Sainte-Marine : « Abri du marin », l'un des murs de la salle principale
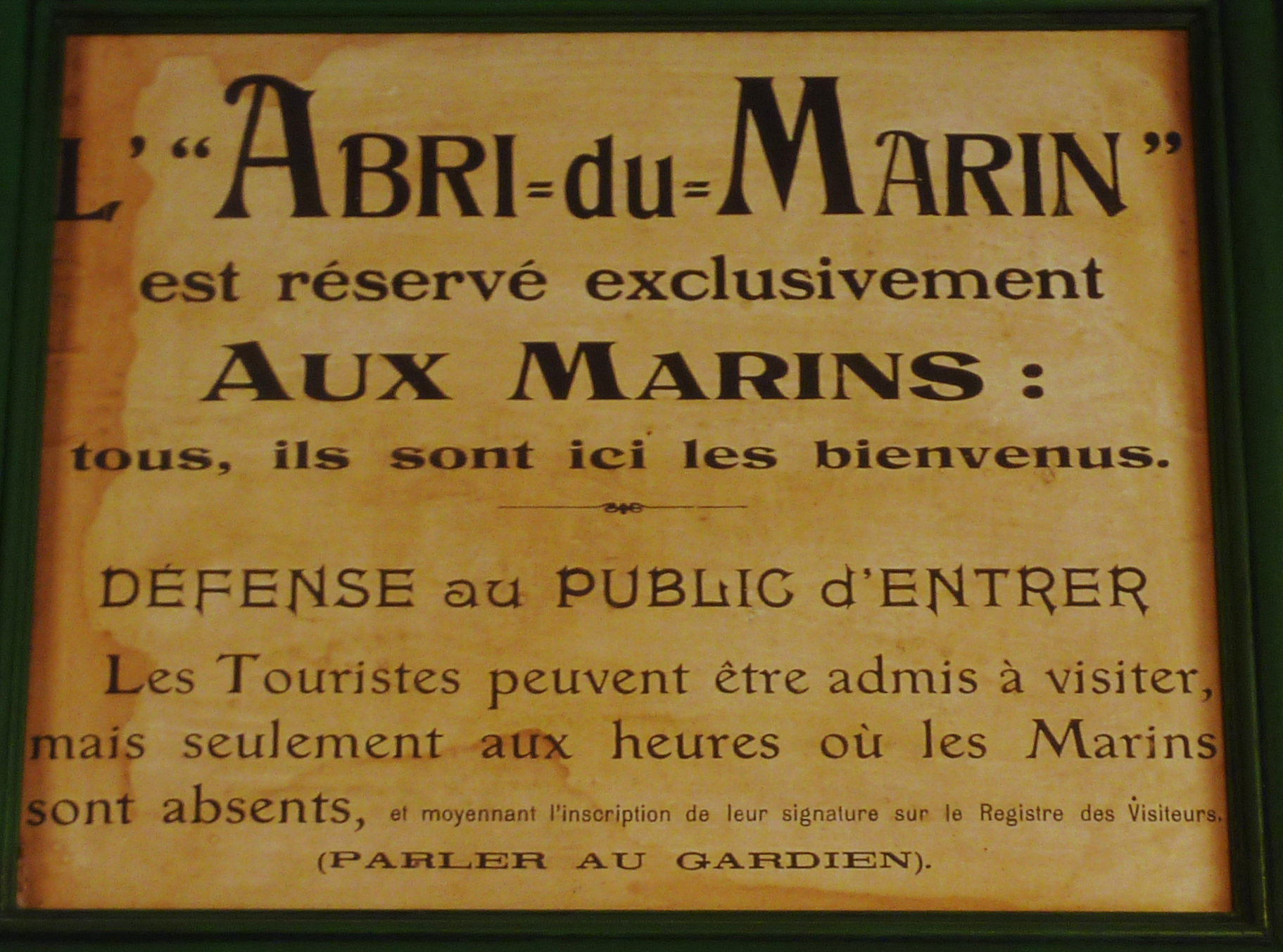
Sainte-Marine : « Abri du marin », affiche

En 2013, l'Abri du marin de Sainte-Marine a reçu en don une huile sur toile de Lucien Simon, Jour de baptême en Pays bigouden, de la part d'un mécène anonyme qui venait d'acheter cette toile 15 500 € lors de sa vente aux enchères à l'hôtel des ventes de Quimper.

#### Les autres événements duXXesiècle

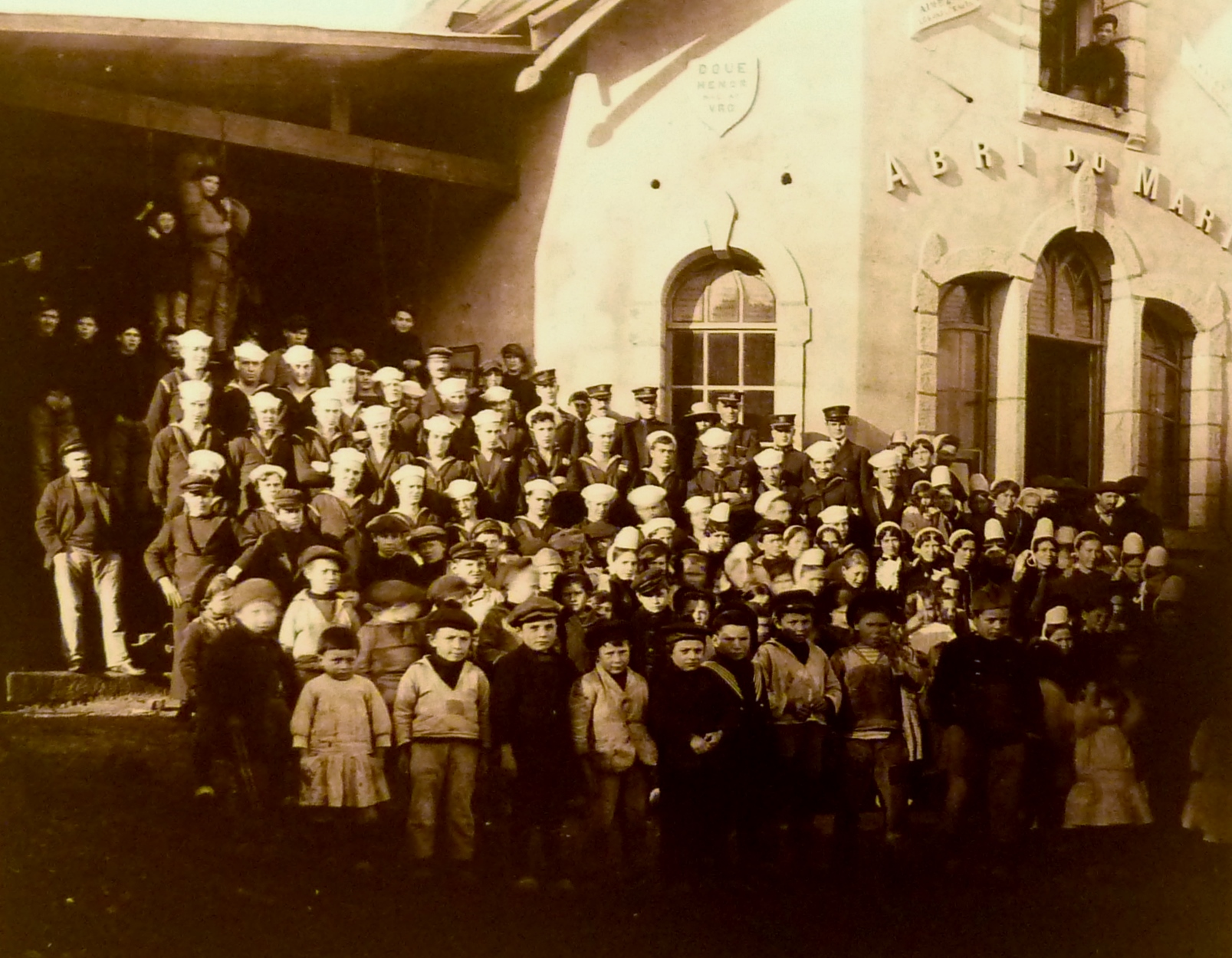
Marins américains et enfants devant l'Abri du marin de Sainte-Marine en 1917 ou 1918

Début juin 1912, le bateau de pêche Sainte-Anne-Protégez-nous chavire, surpris par une rafale de vent, au large de Bénodet ; le naufrage fait quatre victimes, toutes de Sainte-Marine : Jean-Louis Helgoualch, le patron, père de cinq enfants ; Jean-Yves Le Corre, 3 enfants ; Yves Signor, 3 enfants ; Guillaume Helgoualch, frère du patron, célibataire. À noter que le père des frères Helgoualch avait lui aussi disparu en mer en 1899.
Le soir du 25 février 1922, le sloop Jeanne-d'Arc, de Brest, chargé d'essences, à destination de Bordeaux, pris dans la tempête, tente de se réfugier à Bénodet et coule près de la pointe de Combrit. L'équipage put gagner la terre proche.

Le 11 mai 1924 des incidents éclatent le soir du deuxième tour des élections municipales dans la salle du bureau de vote de Sainte-Marine : 

« Après avoir été plusieurs fois pendant le scrutin invités à quitter la salle, les partisans de la Liste d'Union républicaine furent, au début du dépouillement, attaqués par une bande d'adversaires ivre-morts ; des poings s'abattirent lourdement sur des victimes sans défense ; deux vieillards furent odieusement malmenés, l'un renversé à terre, l'autre frappé à la tête de trois projectiles. Le dépouillement ne put s'accomplir qu'au milieu des plus grandes difficultés, grâce au sang-froid de quelques électeurs, appliqués à maîtriser énergiquement les bêtes humaines avinées. »

Le 23 septembre 1927, le canot de pêche Volonté de Dieu, de Sainte-Marine, chavire près de Bénodet (un mort, un rescapé).
L'ouragan du jeudi 5 décembre 1929 fit couler vers 3 heures du matin le bac à vapeur reliant Bénodet à Sainte-Marine et qui, à cette heure-là, ayant terminé son service, « était solidement amarré aux chaînes qui le relient aux deux rives, à proximité de la cale de Bénodet et en eau profonde. (…) Il coula rapidement par 5 mètres environ et sur fond de vase. (…) D'ores et déjà, on peut dire que [l]e sauvetage présentera de sérieuses difficultés. (…) Rappelons à ce propos que ce bac, construit au début de cette année par la maison Chalifour, de Lorient, représente une valeur de plus de 300 000 francs, et que le Conseil général, dans sa dernière session, ne crut pas devoir l'assurer. Belle tuile pour le département au cas où le sauvetage serait impossible et, en tout cas, perte sensible rien que par les frais de renflouement ».
En 1937, le nombre des estivants à Sainte-Marine, séjournant tant à l'hôtel que chez l'habitant, est estimé à 200 personnes.
Le 17 novembre 1940, un canot de pêche coule face à la plage de Bénodet, à environ 3 milles de la côte : le pêcheur à bord, de Loctudy, est sauvé par deux marins de Sainte-Marine.

#### Un évènement anecdotique: la pêche au sanglier!
Le journal Ouest-Éclair raconte l'anecdote suivante survenue en janvier 1931 :

« C'est une histoire rocambolesque que celle survenue hier au marin-pêcheur Jean-Louis Biger, patron de la barque 4412, de Sainte-Marine en Combrit. Biger pêchait un peu au large des côtes de Bénodet quand, tout à coup, il eut la surprise de voir une bête, qui, en nageant, s'efforçait de regagner le rivage. C'était un sanglier, un vieux solitaire, venu d'on ne sait où. Le marin-pêcheur ne laissa pas passer une aussi belle aubaine et, sans plus de façon, s'empara de la pièce de gibier et l'amarra solidement à son bateau. Que faire en pareille occurrence ? M. Biger crût, sans penser à mal, pouvoir en disposer selon ses convenances. Le gibier pour lui, était devenu poisson et, au lieu de se l'accommoder lui-même à la sauce voulue, il monta la Rivière et accosta hier lundi, à 15 heures, auprès du Palais de justice [de Quimper], d'en l'intention d'en tirer le meilleur prix possible. Hélas ! Par quel hasard fatal, M. Gourland, garde des Eaux et Forêts, vint-il à passer par là ? Quoi qu'il en soit, le malheureux Biger se vit dresser procès-verbal pour chasse en temps prohibé. (...). »

#### Le parc et le manoir de Kerobestin
Le parc et le manoir de Kerobestin ont été achetés par la commune de Combrit-Sainte-Marine en décembre 1973. Ce fut antérieurement la propriété des époux Hallaure qui en avaient fait don aux Religieuses-Hospitalières de Pont-l'Abbé. Un ancien propriétaire des lieux, Borrelly de Kervélégan, y trouva des traces d'une villa romaine.

## Le port actuel et la mer
Sainte-Marine est désormais essentiellement une station balnéaire et un port de plaisance. Un bac piéton permet de franchir la ria de l'Odet pour se rendre de Sainte-Marine à Bénodet en saison estivale.

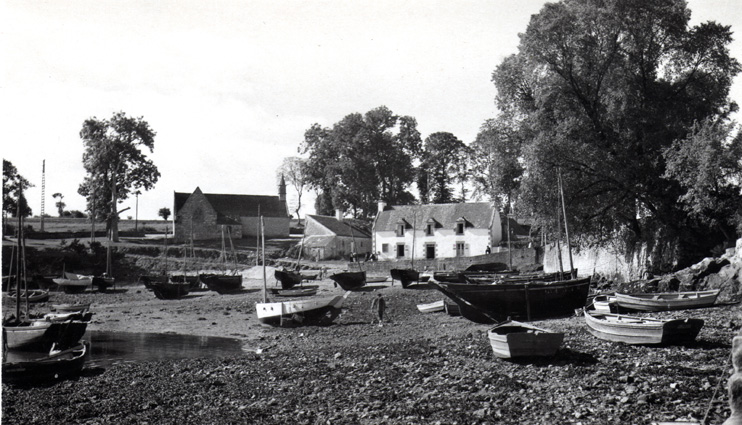
Le port de Sainte-Marine au début du XXe siècle
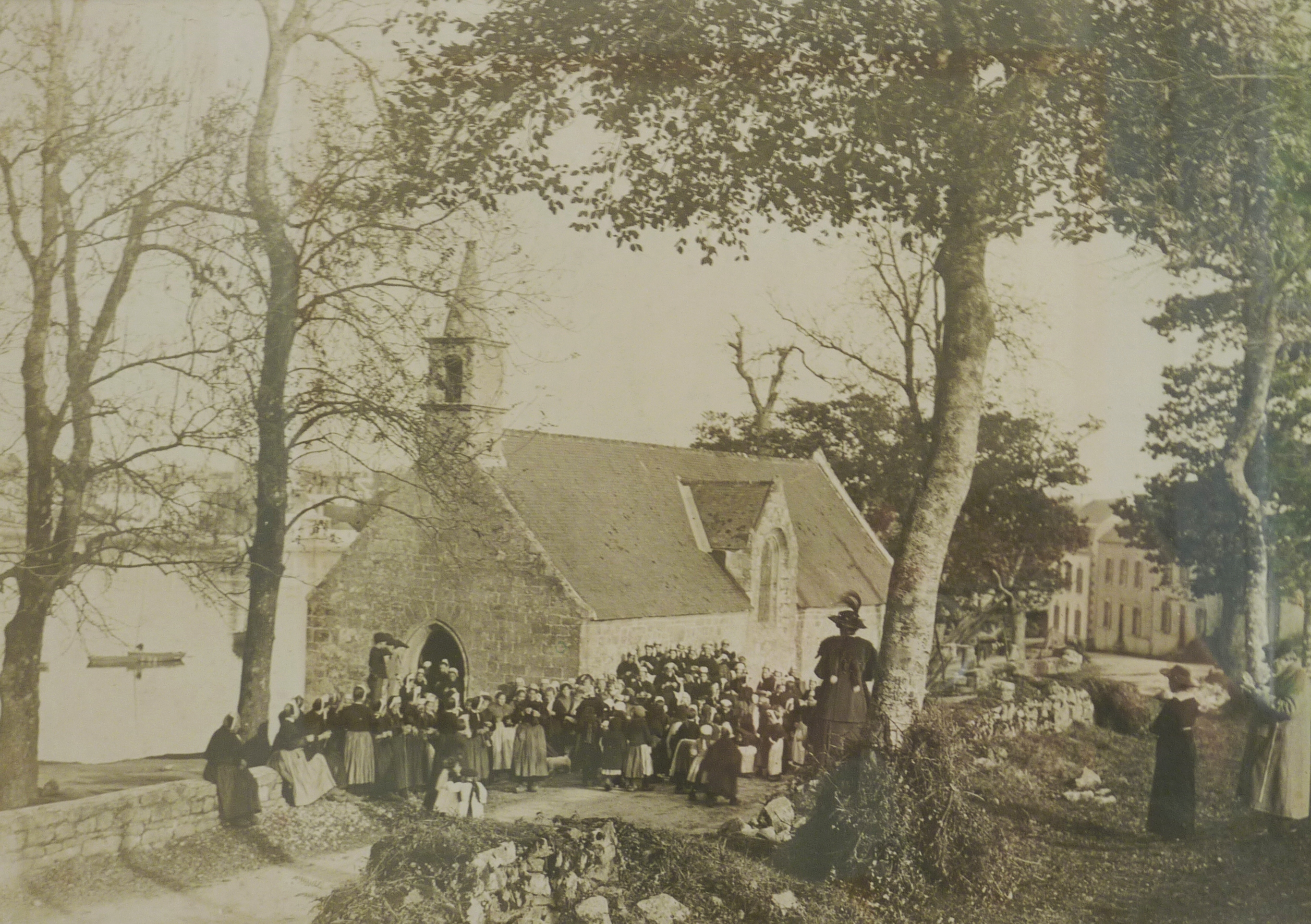
Sainte-Marine : la chapelle Saint-Voran au début du XXe siècle
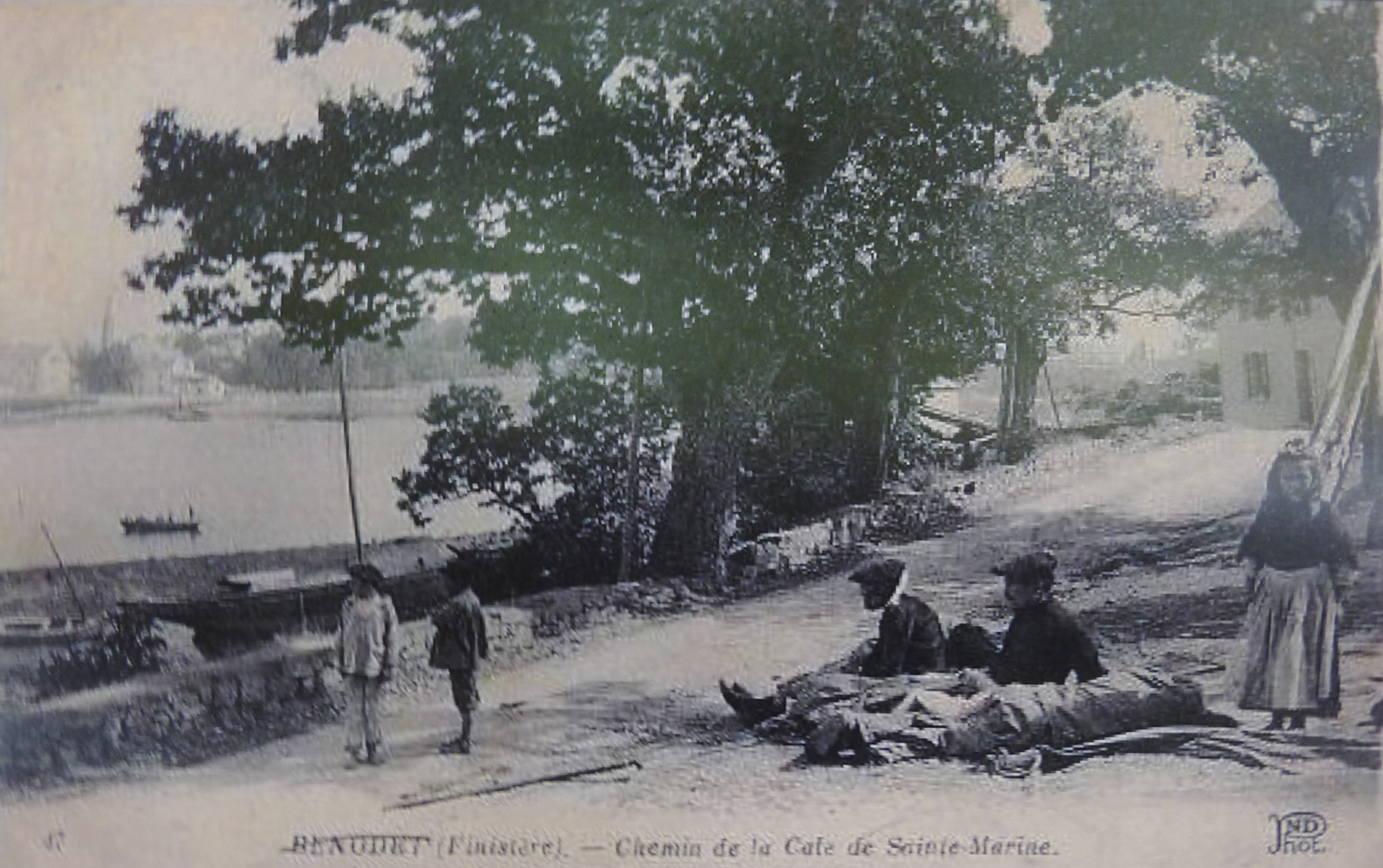
Sainte-Marine : le "Chemin de la cale" au début du XXe siècle
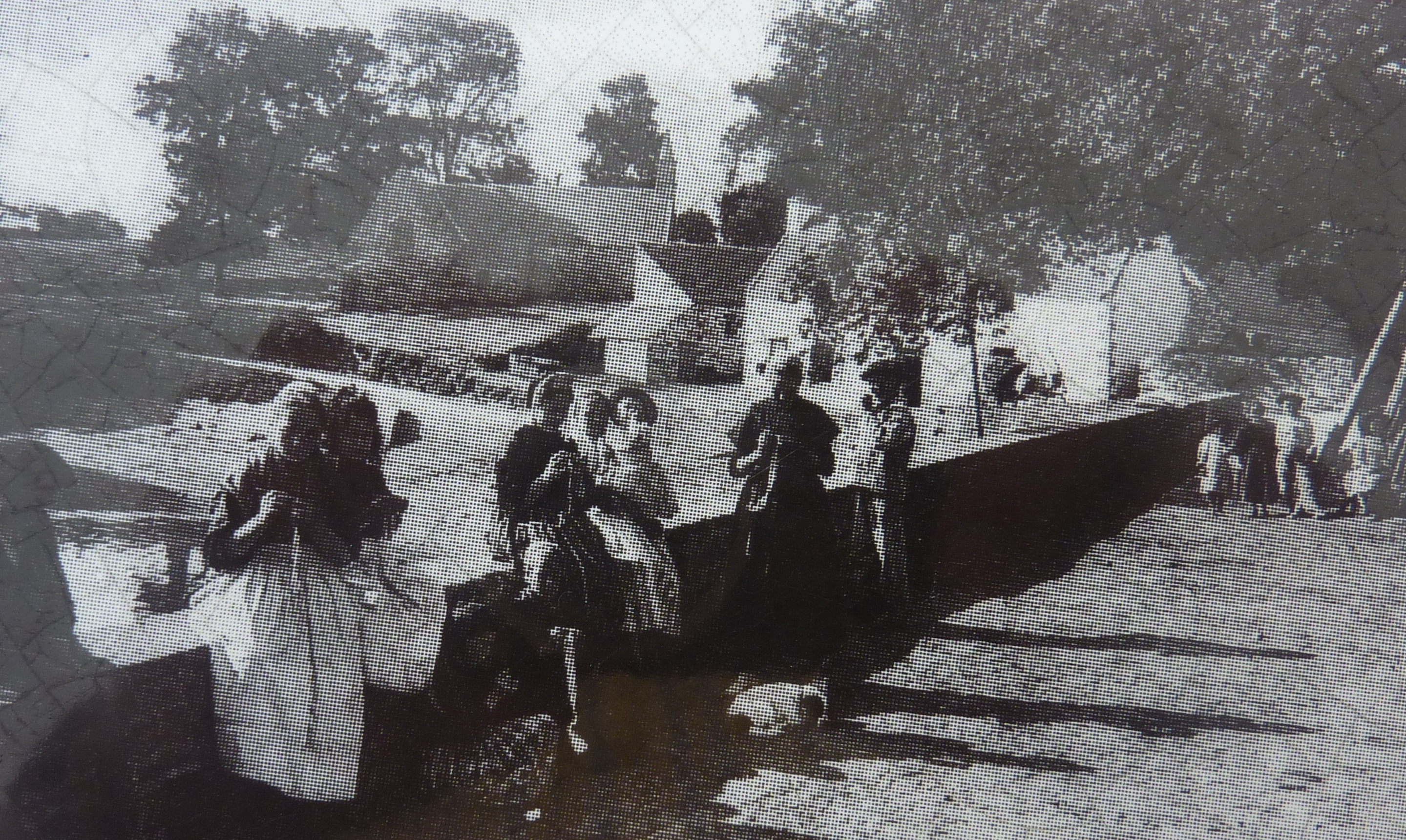
Sainte-Marine : la cale vers le début du XXe siècle
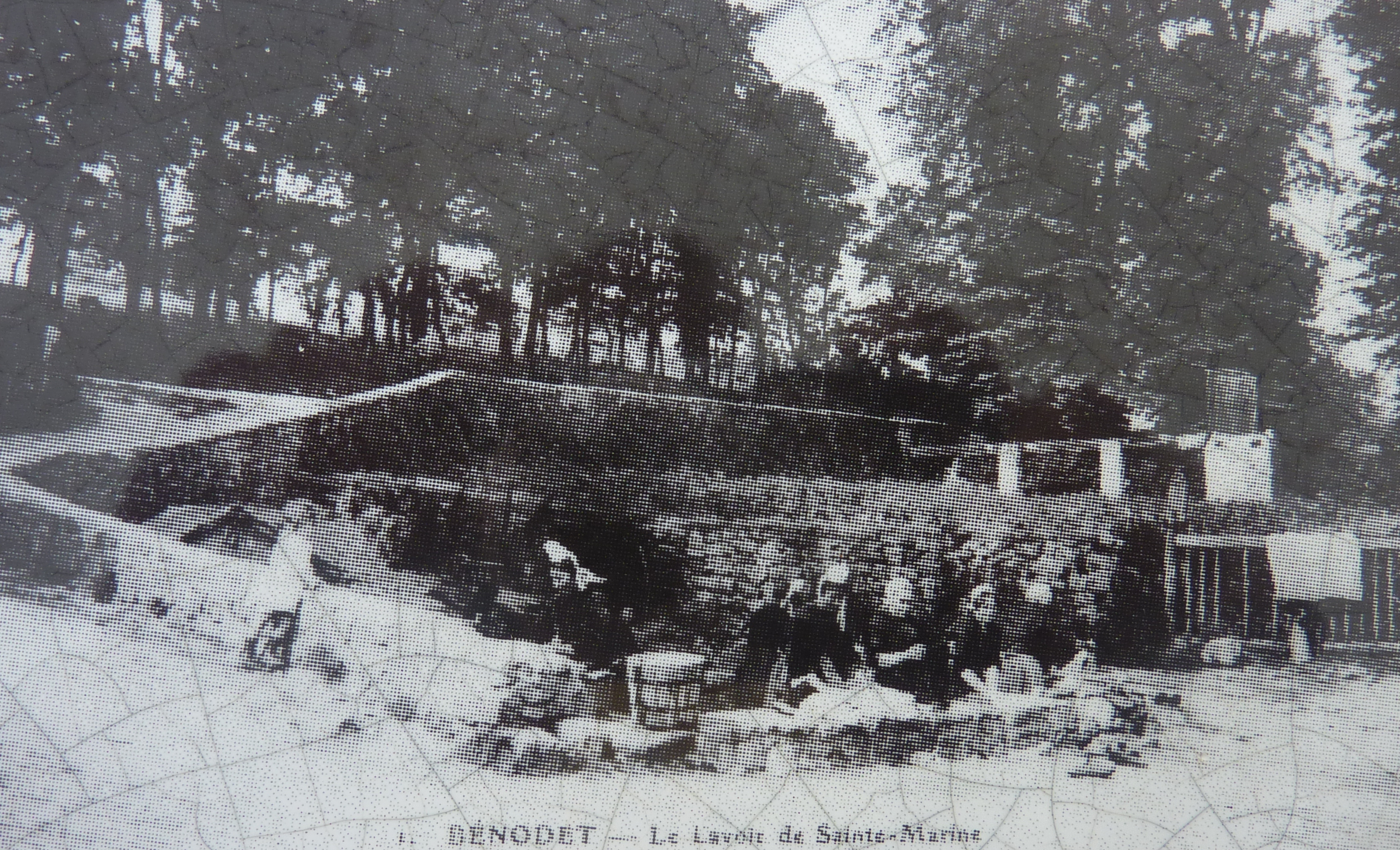
Sainte-Marine : le lavoir vers le début du XXe siècle

Le phare de Sainte-Marine se trouve à la pointe de Combrit.

Le fort de Sainte-Marine (ou Fort Vauban), proche du phare, date de 1862 (Napoléon III). Ce fort entouré de fossés était une batterie conçue pour une garnison de 60 hommes. En position défensive sur la rive ouest de l'embouchure de l'Odet, cet ouvrage de fortification est entouré d'un large fossé. Des bretèches portant des meurtrières simples sont plaquées en encorbellement sur les quatre murs. Les faces est, ouest et nord portent des fenêtres en demi-cercle et des meurtrières de fusillade. La face sud n'a pas de fenêtres, mais une porte en plein cintre surmontée de meurtrières simples. La couverture du fort est terrassée, et au niveau des bretèches un chemin de ronde fait le tour de l'édifice. La date de 1862 est gravée au-dessus de la porte principale.
Aujourd'hui, le fort a été restauré et ses splendides salles voûtées abritent des expositions temporaires d'artistes locaux. Une passerelle en bois remplace l'ancien pont-levis et donne accès à deux portes successives sur la face nord.

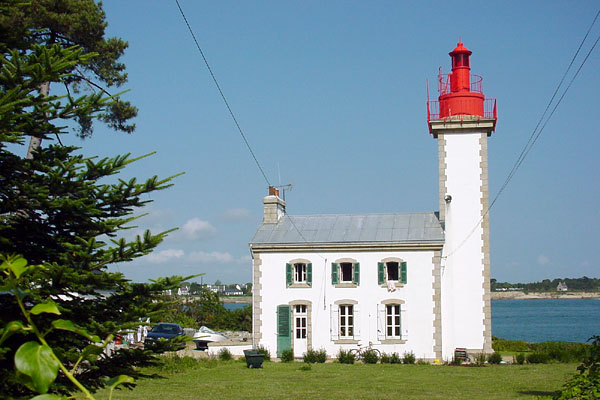
Le phare de Sainte-Marine
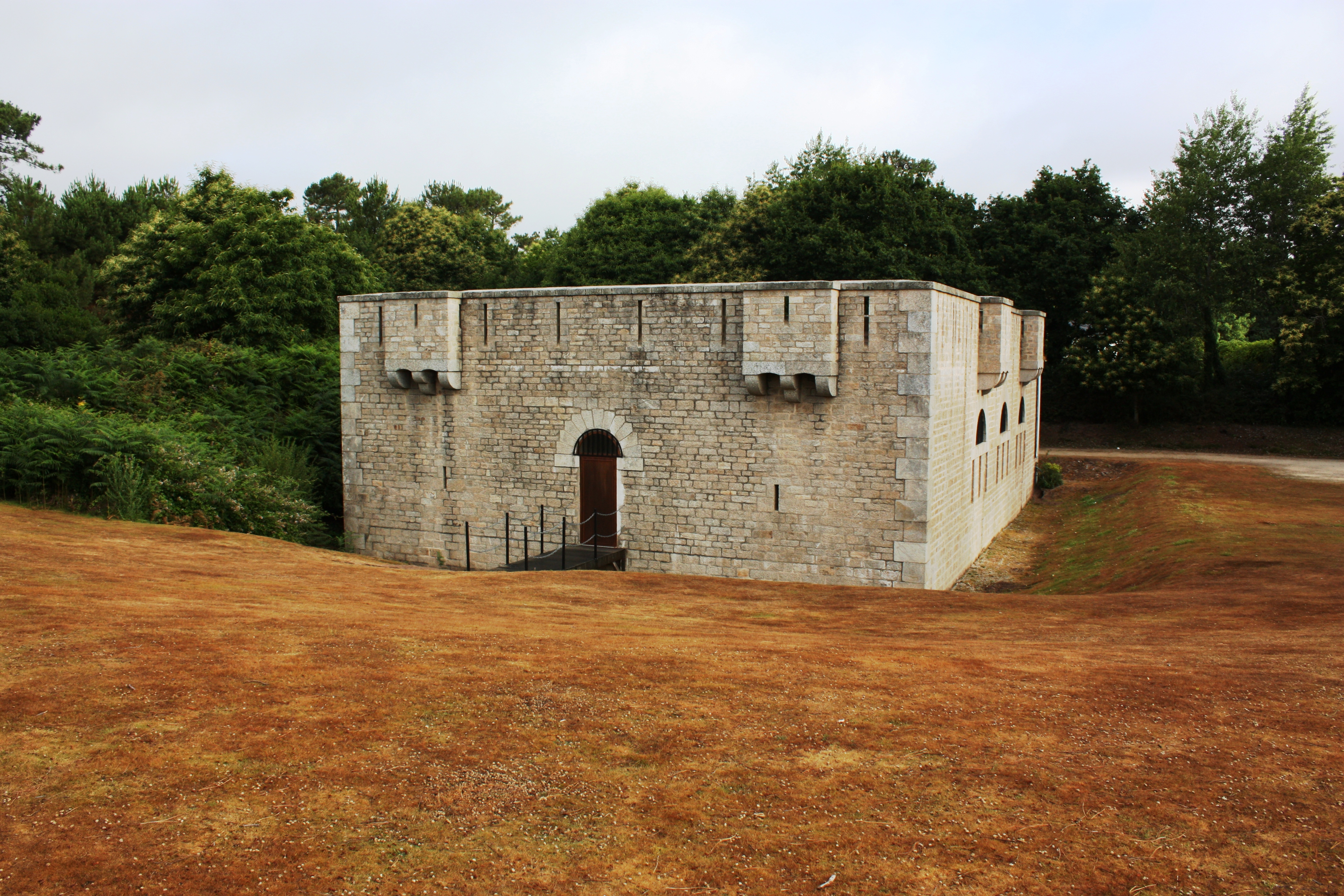
Le fort de Combrit 1 (à Sainte-Marine)
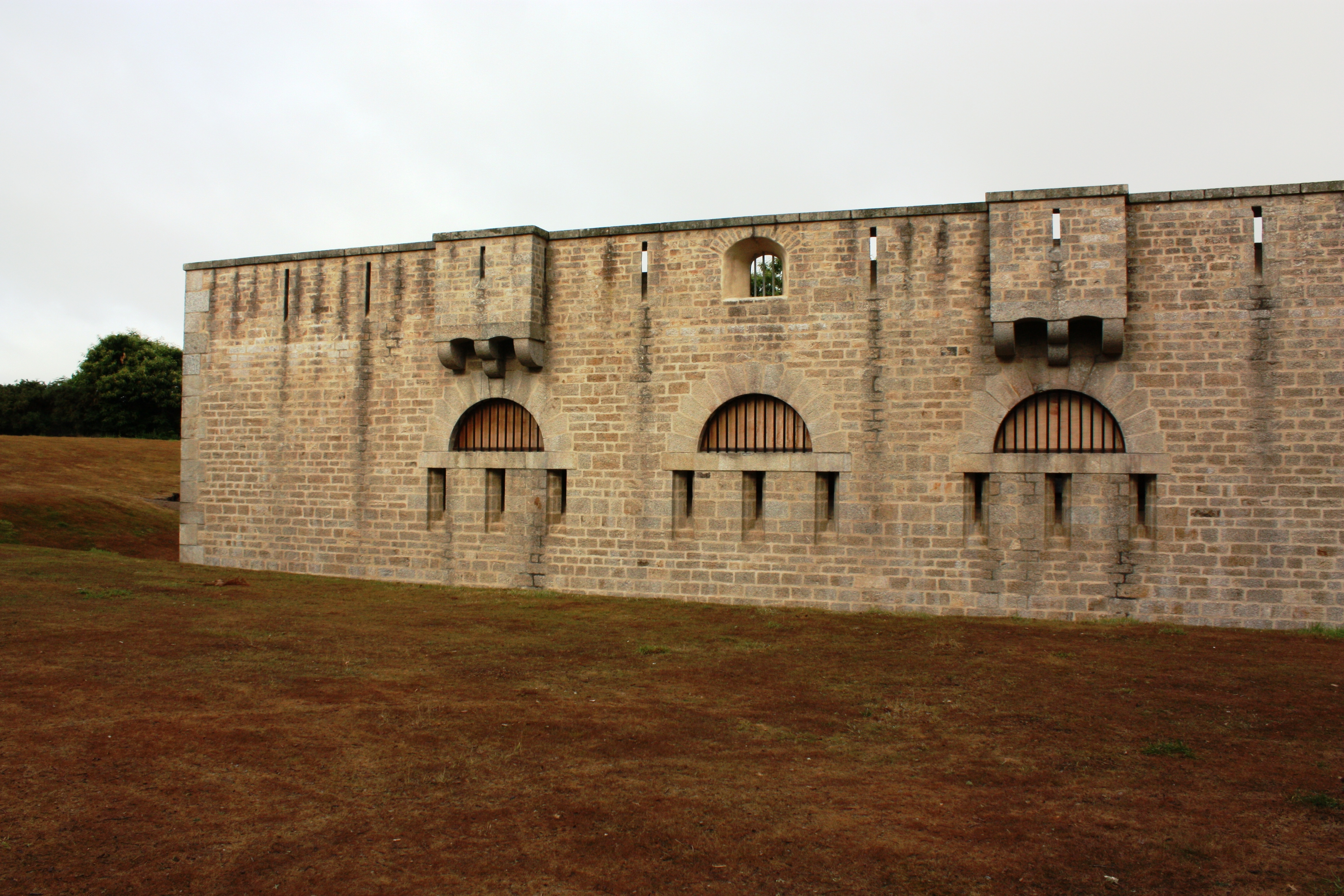
Le fort de Combrit 2 (à Sainte-Marine)
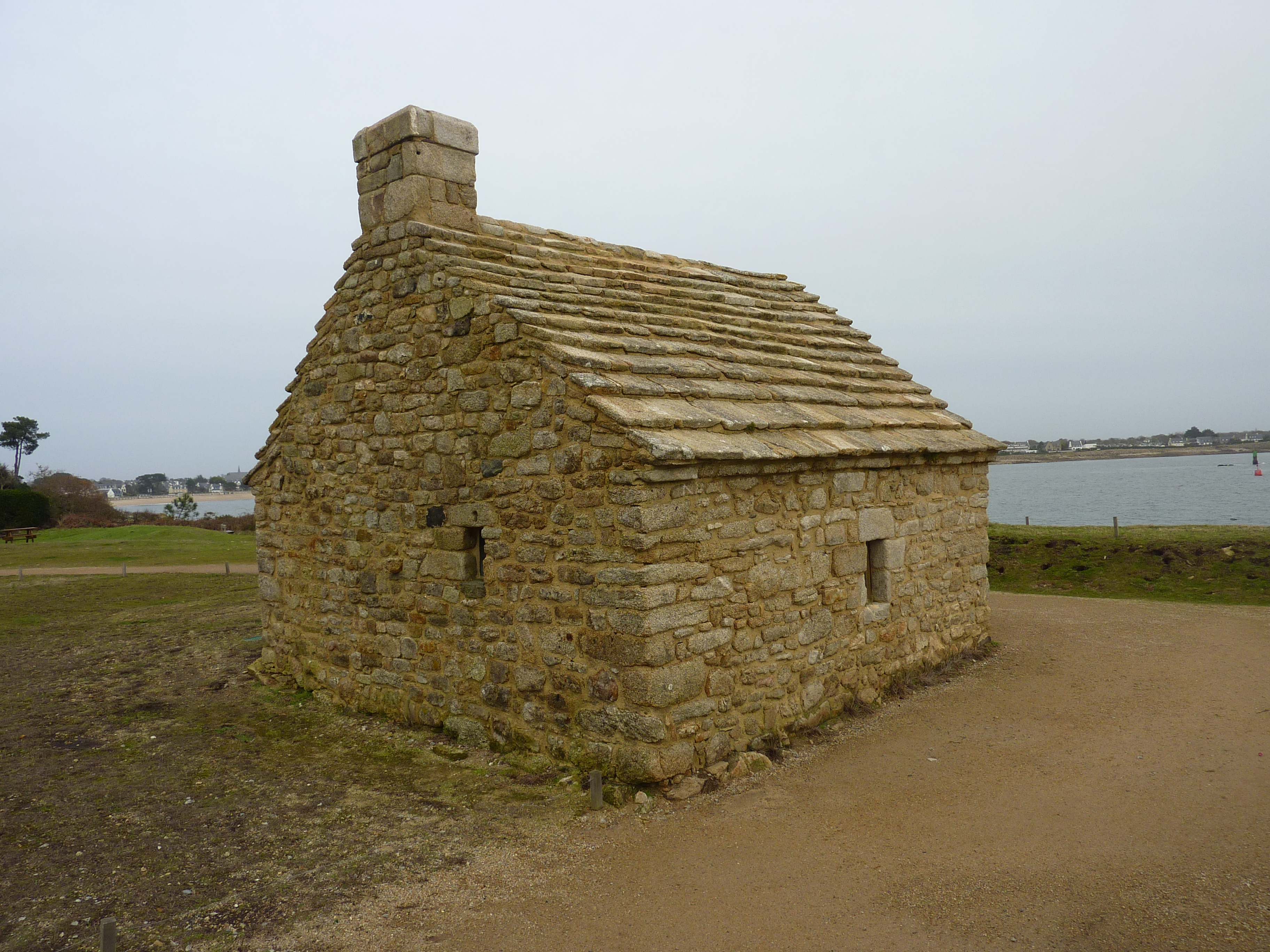
Le corps de garde de Sainte-Marine

Le corps de garde de Sainte-Marine, situé à la pointe de Combrit, construit au XVIIIe siècle, couvert d'épaisses dalles granitiques, comprenait une batterie équipée de trois canons, chacun servi par huit canonniers. Un bâtiment, qui servait de magasin à poudre, ainsi qu'un four pour chauffer les boulets, ont disparu. Il subsiste un bâtiment, surnommé "Ti Napoléon", qui a été restauré par la commune.

### Vieux gréements

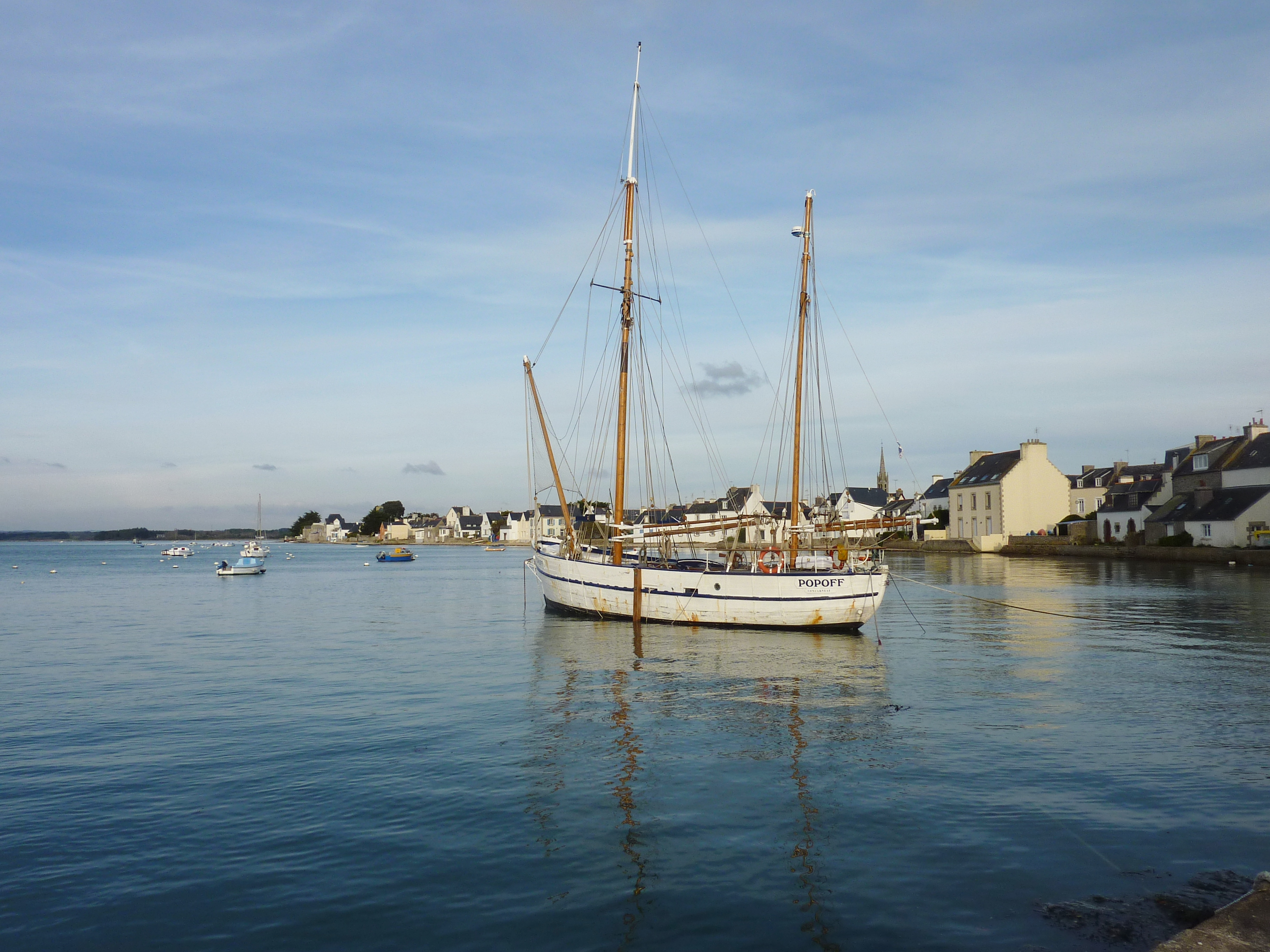
Le Popoff dans le port de l'Île-Tudy

#### L'associationSant Voran
L'association Sant Voran possède plusieurs vieux gréements dont le misainier Sant Voran, classé Bateau d'intérêt patrimonial, construit en 1929 par les chantiers L'Haridon de Bénodet et qui, sous le nom de Fuil Dero ("Hanneton" en breton) fut un bateau de pêche, un ligneur. L'association possède aussi deux yoles de l'Odet et trois plates.

#### LePopoff
- Le Popoff est un ancien chalutier à voiles de Concarneau, construit en 1946 à La Rochelle, restauré et un temps basé à l'Île-Tudy. Il effectue des sorties en mer, principalement à destination des îles Glénan. Il a été racheté en 2011 par Mer et Marine Les amis du Popoff, une association de Sainte-Marine[47].

## Économie et industrie
Un certain nombre d'entreprises sont implantées sur la commune, comme :
- le chantier naval Pogo Structures (depuis 1990), 80 p. (en 2019), sur la zone artisanale de Kerbénoën[48].

## Personnalités liées à la localité
- Émile Zola séjourna à Kerbirinic (le « Château rose » de Sainte-Marine) au mois d'août 1883.
- Lucien Simon (1861 - 1945), peintre, aquarelliste, dessinateur et lithographe français.
- André Dauchez (1870 - 1948), peintre de la Marine, qui a peint notamment L'anse de Combrit et l'estuaire de l'Odet.
- Jacques de Thézac (1862 - 1936), fondateur de l'Œuvre des Abris du marin.
- Pierre Schoendoerffer (1928 - 2012), romancier, réalisateur, scénariste et documentariste français.
- Bertrand de Broc, navigateur et skipper professionnel.
- Philippe Poupon, navigateur.
- Dan Ar Braz, auteur-compositeur-interprète.
- Jacques Weber, acteur, réalisateur et scénariste[49].
- J. M. G. Le Clézio, écrivain, prix Nobel de littérature, qui a passé des vacances d'enfant à Sainte Marine (Chanson bretonne, suivi de L'enfant et la guerre, deux contes, Paris, Gallimard, coll. "Blanche", 2020, 160 p.)
- Soazig de La Moissonnière, Photographe officielle du président de la république.